# Список утраченных памятников архитектуры Москвы
Ниже представлен список утраченных памятников архитектуры в Москве. Понятие «памятник архитектуры» включает в себя не только охраняемые государством объекты культурного наследия, но и здания рядовой исторической застройки дореволюционного периода, а также некоторые выдающиеся постройки советского периода. Список охватывает только утрату недвижимых памятников (зданий и сооружений) и не включает в себя объекты охраняемого археологического комплекса, памятники монументальной пропаганды, садово-паркового искусства и историко-мемориальные объекты (захоронения). Список является открытым и может дополняться.

## Разрушение исторической застройки до Октябрьской революции

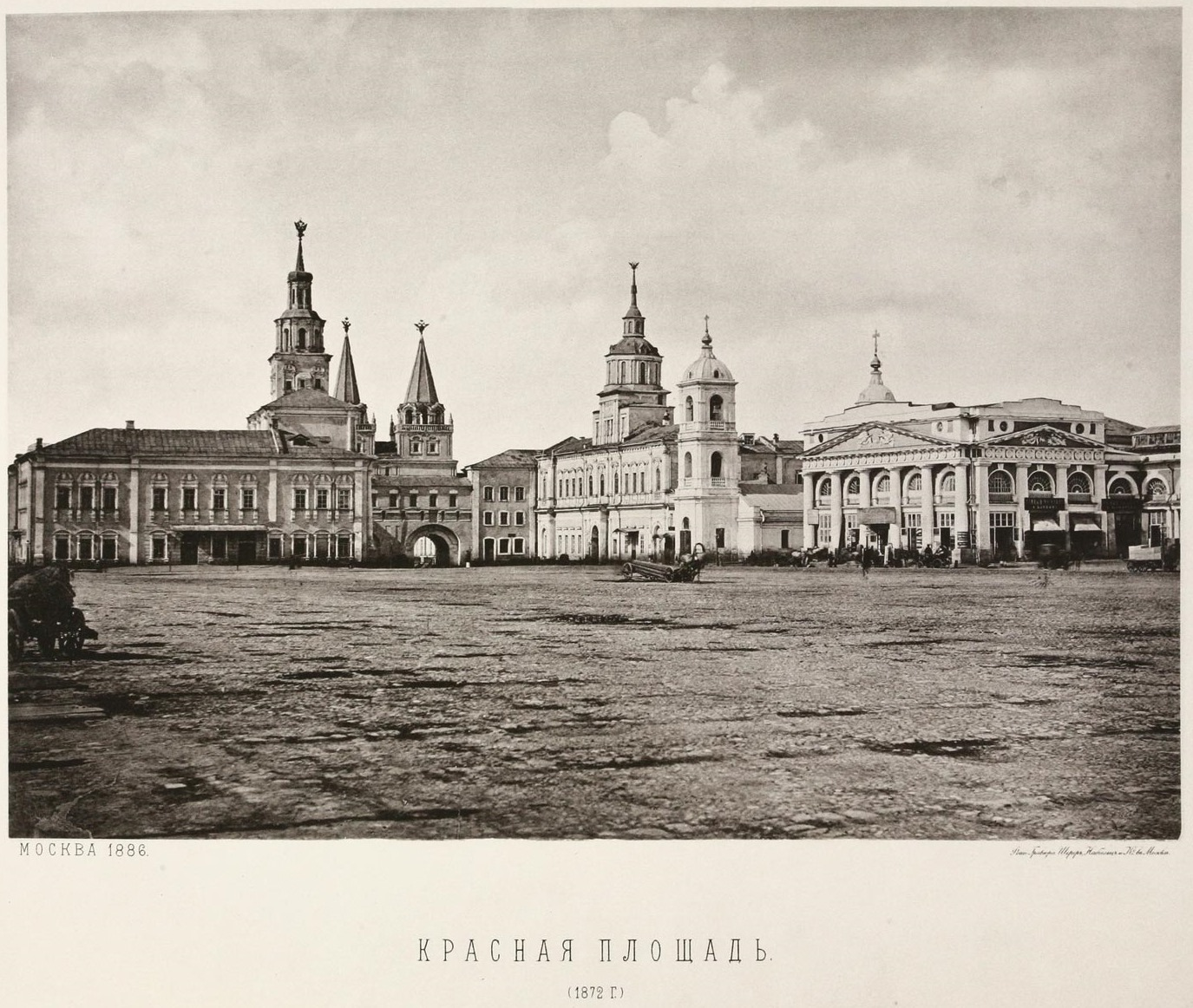
Северная сторона Красной площади. Здание Земского приказа — слева

- Здание Земского приказа (1699). Здание в стиле «нарышкинское барокко» на Красной площади было снесено в 1874 году для постройки здания Исторического музея.
- Надвратная церковь Рождества Иоанна Предтечи Богоявленского монастыря (XVII век). Монастырские власти, несмотря на протесты общественности и Московского археологического общества, снесли церковь для строительства доходного дома (Никольская улица, 6). Престол перенесён в монастырский собор.
- Дом князя Гагарина на Тверской улице (начало XVIII века). К середине XIX века утратил свой первоначальный облик. Снесён в 1910 году для постройки доходного дома[1].
- Здание Московского университетского благородного пансиона. Снесено в 1913 году с целью постройки комплекса доходных домов[2].

## Разрушение исторической застройки в 1917—1935 годах

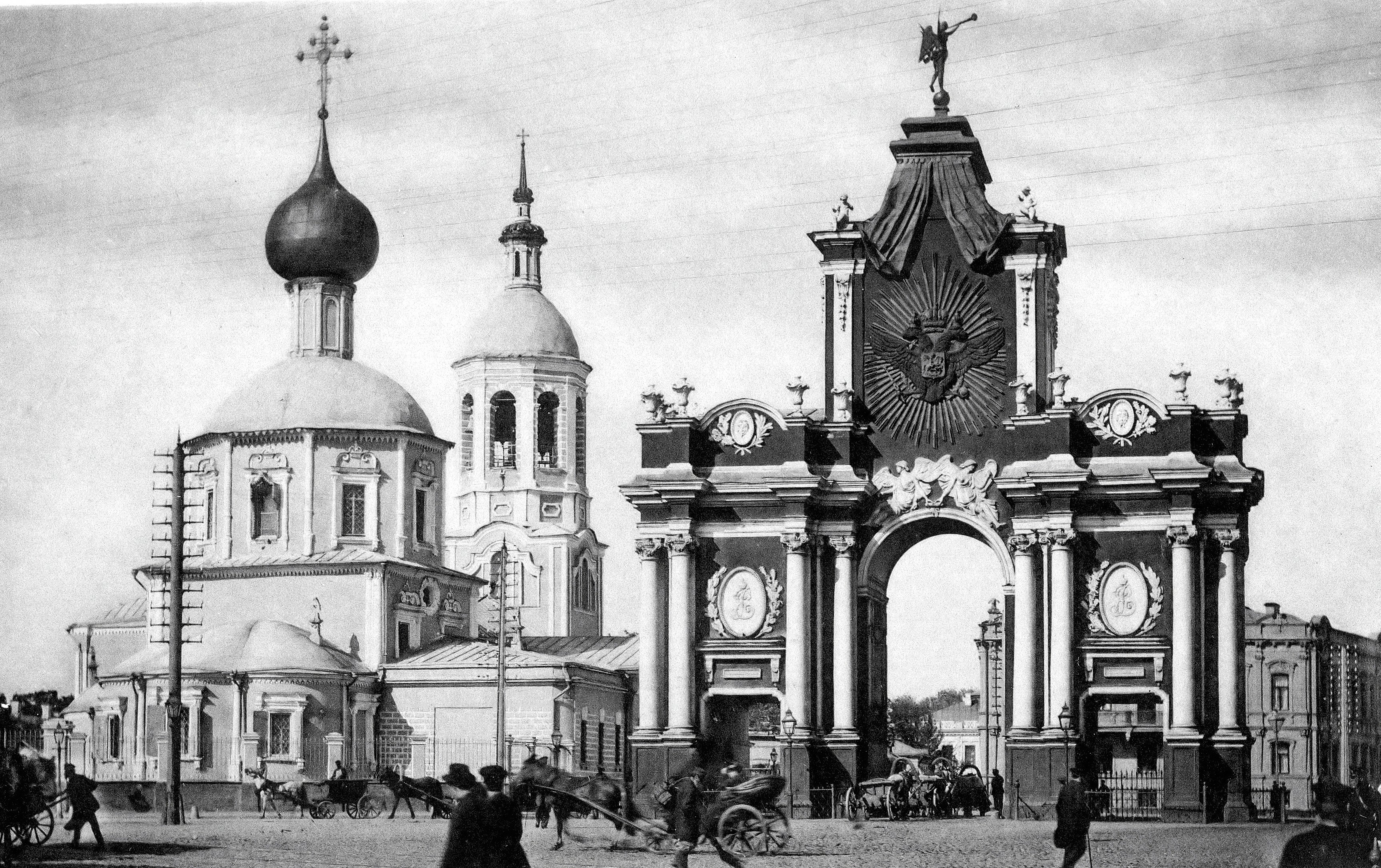
Красные ворота и церковь Трёх Святителей в Огородниках в начале XX века. Фотография Карла Фишера

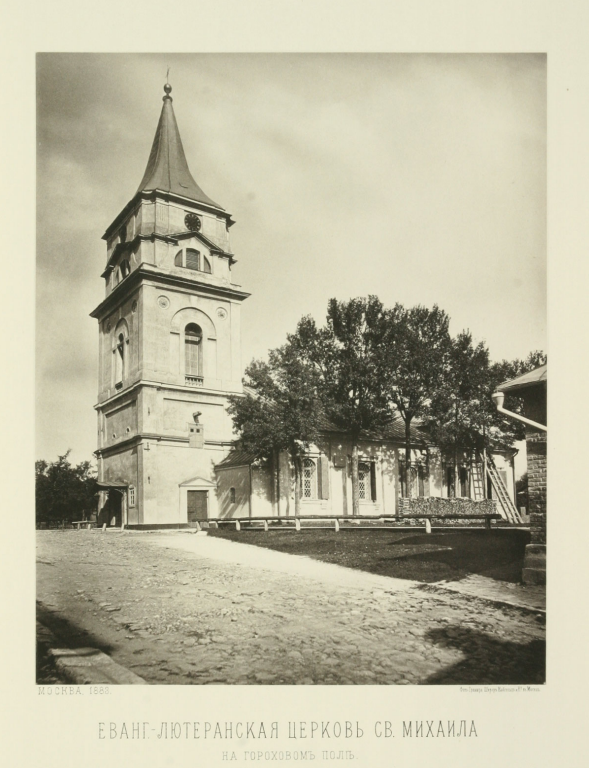
Лютеранская церковь Св. Михаила в 1883 году

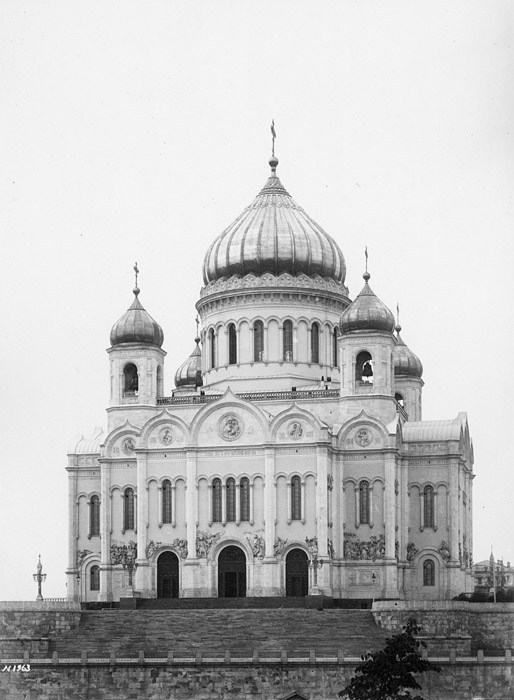
Храм Христа Спасителя в 1881 году

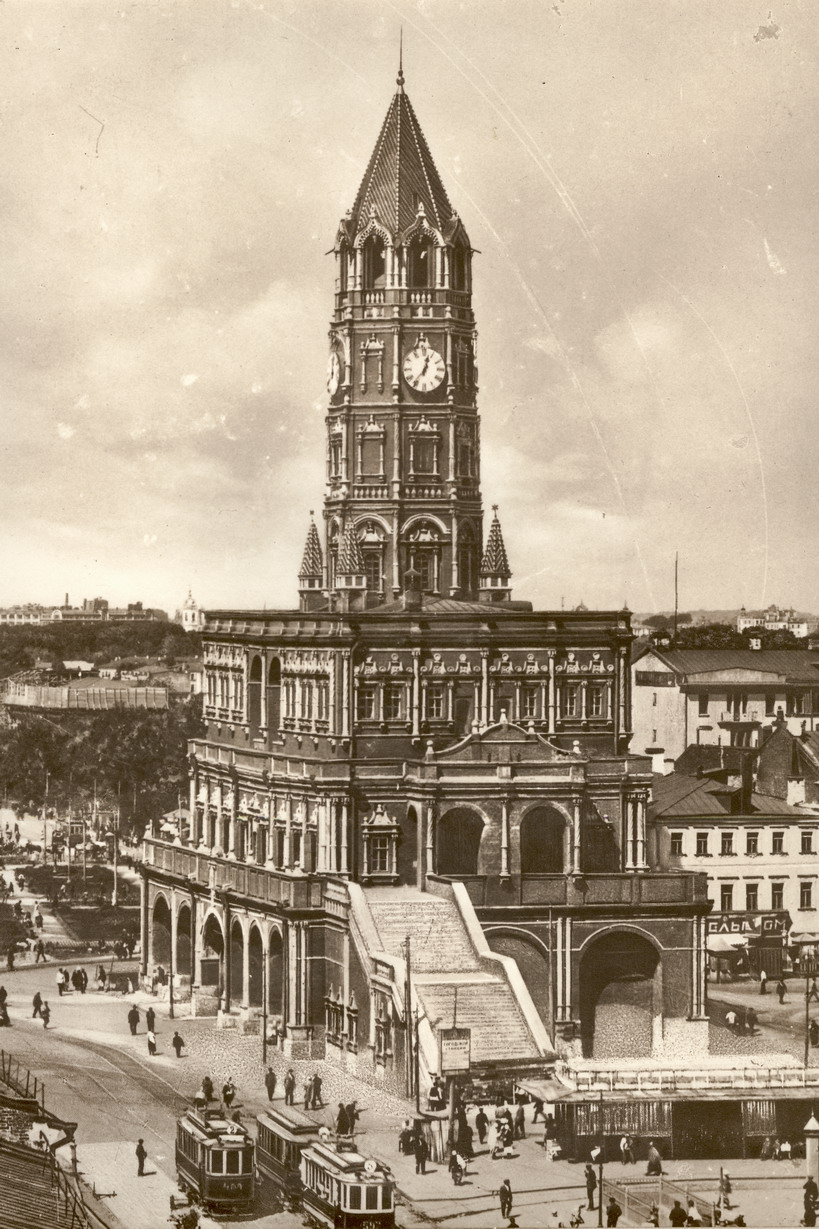
Сухарева башня в 1927 году

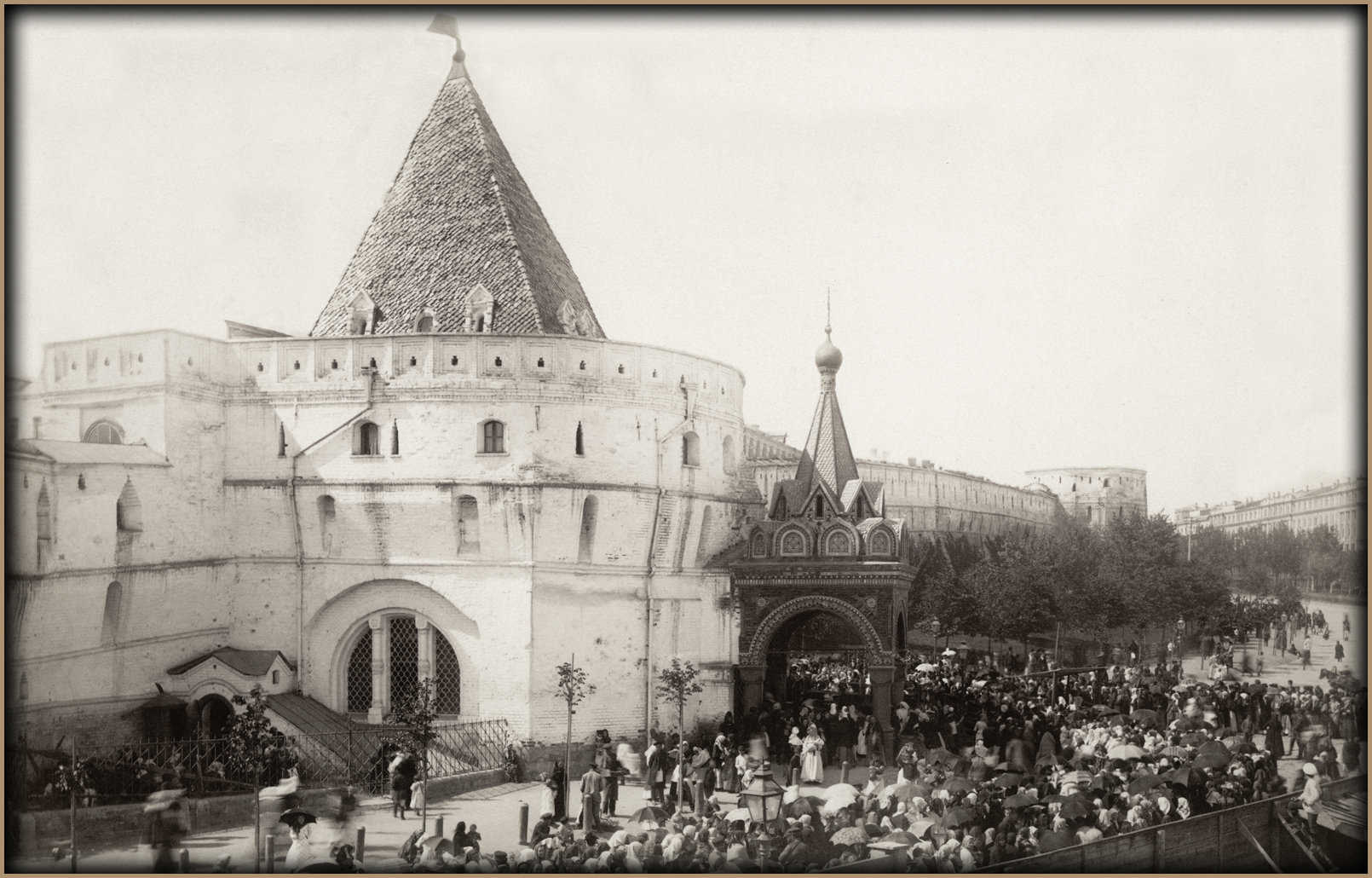
Варварские ворота Китайгородской стены

1. Церковь Святого Евпла (Мясницкая ул., 9) — построен в середине XVIII века. Разрушен в 1925 году для сооружения 9-этажного «Дворца трестов», который так и не был построен. В 2000-е годы на её месте возвели торговый и офисный центр, уничтожив подлинные фундаменты утраченного памятника.
2. Красные ворота (на одноимённой площади Садового кольца). Триумфальная арка в стиле барокко была выстроена Дмитрием Ухтомским в 1753 году на месте деревянной арки 1724 года постройки. Арка снесена летом 1927 года, при расширении Садового кольца, в соответствии с планом перепланировки Лазаря Кагановича. Находившаяся рядом с воротами церковь Трёх Святителей в Огородниках была снесена в 1928 году.
3. Лютеранская церковь Святого Михаила (ул. Радио, на месте дома 17) — единственная разрушенная в советские годы лютеранская церковь в Москве. Была построена в 1764 году как новое здание для старейшей общины в России, появившейся ещё из первых лютеран в Москве во второй половине XVI века. Являлась религиозным, духовным и культурным центром лютеран в Немецкой слободе. Снесена в 1928 году по инициативе ЦАГИ.
4. Малый Николаевский дворец — был построен по проекту архитектора Матвея Казакова. Сломан в 1929 году.
5. Симонов монастырь. Почти полностью был взорван 22 января 1930 года.
6. Спиридоновская церковь на Козьем болоте (ул. Спиридоновка, 24/1) — православная церковь, была построена в 1639 году, закрыта в 1920-е годы и разрушена в 1930 году. На месте церкви в 1932—1934 был выстроен жилой дом общества «Теплобетон».
7. Храм Бориса и Глеба, что у Арбатских ворот — первый храм появился на этом месте в первой половине XVI века. Здание, построенное в стиле барокко, было освящено в 1768 году. Храм пережил пожар Москвы 1812 года. Снесён в 1930 году. В конце 1990-х недалеко от места прежнего храма была построена часовня Бориса и Глеба в память об утраченной церкви.
8. Храм Рождества Христова в Кудрине (Поварская улица, на месте дома 33). Деревянная церковь возникла на этом месте не позже 1686 года,[3] но, по некоторым данным, она существовала здесь уже в 1642 году. Церковь была построена для местной стрелецкой слободы и именовалась «Церковь Рождества Христова, что в Стрелецкой слободе в Иванове приказе Ендогурова»,[4] при церкви существовала съезжая стрелецкая изба[3]. В 1692-1693 годах церковь была построена в камне в виде пятиглавого храма с увенчанной шатровой колокольней трапезной. В 1717 году храм обновлялся, позднее в нём появились приделы Казанской Божией Матери (1722) и Тихвинской Божией Матери (1757). В 1812 году храм был разорён и приписан к Покровской церкви в Кудрине, однако уже в 1815 году церковь Рождества Христова получила самостоятельность[3]. После революции храм ещё некоторое время действовал. Был разрушен в 1931 году[4].
9. Церковь Спаса Преображения на Глинищах — построена в 1802 году предположительно по проекту Василия Баженова. Снесена в 1931 году. На месте церкви построен жилой дом (Лубянский проезд, 17).
10. Храм Христа Спасителя (ул. Волхонка, 15) — построен по проекту архитектора Константина Тона в 1883 году. 5 декабря 1931 года храм был разрушен для строительства на его месте Дворца Советов. В 1994—1999 годах здание отстроено на прежнем месте с некоторыми отступлениями от проекта первоначального храма. Проект нового храма выполнен архитекторами М. Посохиным, А. Денисовым и другими. Скульптурное убранство выполнено под руководством З. Церетели. Вместо первоначальной белокаменной облицовки здание получило мраморную, а золочёная кровля заменена на покрытие на основе нитрида титана. Крупные скульптурные медальоны на фасаде храма были выполнены из полимерного материала[5].
11. Церковь Космы и Дамиана в Нижних Садовниках — была построена в слободе государевых садовников в 1657 году. Выделялась редким по форме порталом. Снесена в 1932 году. На месте церкви стоит жилой дом (Садовническая улица, дом 31, юго-восточное крыло здания).
12. Церковь Николы Мокрого — построена в 1695—1697 годах супругой окольничего Евдокией Авраамовной Чириковой (урождённая Лопухина), построившая существующую церковь Троицы в Хохлах, в память дочери Неонилы. В 1802 году церковь была значительно перестроена в готическом стиле на средства прихожан. Были вновь выстроены колокольня и трапезная. Закрыта в 1932 году и разрушена.
13. Церковь Николы Стрелецкого у Боровицких ворот — построена в конце XVII века, в XVIII веке к храму была пристроена колокольня. В 1812 году церковь была разграблена и пострадала во время пожара Москвы. Восстановлена на средства прихожан. Разрушена в 1932 году.
14. Церковь Смоленской Божией Матери при Орловской лечебнице на Хитровке — была построена в самом конце XVII века. Снесена около 1932 года. На её месте в 1934 году построен многоэтажный жилой дом.
15. Собор Спаса на Бору — снесён в 1933 году.
16. Церковь Космы и Дамиана в Кадашах — была расположена на Большой Полянке, построена в XVI веке. Была открыта до 1930 года. Окончательно разрушена в 1933 году.
17. Сухарева башня (угол Садового кольца и ул. Сретенка) — построена в 1692—1695 годах на месте старых деревянных Сретенских ворот Земляного города по проекту архитектора М. И. Чоглокова. В 1926 году в Сухаревой башне был открыт Московский Коммунальный музей (ныне музей Москвы). Несмотря на протесты многих известных архитекторов и историков, башня была разобрана в 1934 году в связи с реконструкцией площади. В принятии данного решения непосредственно участвовал Сталин.
18. Церковь Троицы Живоначальной в Полях — под декором 1832 года, выполненным по проекту архитектора Д. Ф. Борисова скрывалась церковь 1566 года. Перед самым разрушением она была изучена и обмерена реставраторами. Был обнаружен хорошо сохранившийся декор XVI века. Снесена в 1934 году.
19. Церковь Флора и Лавра у Мясницких ворот — построена в 1657 году на средства прихожан Мясницкой слободы. Снесена вместе с прилегающими строениями в 1934—1935 годах, место отдано под шахты Метростроя. Позже на месте церкви была устроена автостоянка.
20. Церковь Петра и Павла на Якиманке — известен с XVII века, находился на улице Большая Якиманка. В 1930-е годы разрушен, часть стен вошла в построенный на этом месте четырёхэтажный дом № 31/18.
21. Церковь Николая Чудотворца «Большой Крест» — построена в конце XVII века недалеко от Ильинских ворот в стиле «строгановского барокко». Отреставрирована в 1928 году. Разрушена в 1934 году.
22. Храм Гребневской иконы Божией Матери — был основан в XV веке, каменная церковь с XVI века, был расположен на Лубянской площади. Планы по сносу появились ещё в 1926 году, но прихожане сумели на несколько лет отсрочить разрушение храма. Окончательно разрушен в 1935 году.
23. Церковь Спаса Преображения на Песках в Каретном ряду — построена около 1657 года, снесена в 1934. На месте храма было построено типовое четырёхэтажное здание школы.
24. Стены, ворота и башни Китай-города — в 1934 году была сломана часть стены от Третьяковского проезда до Варварских ворот. В последующие годы было уничтожено остальное. До наших дней дошли лишь незначительные подлинные фрагменты.

## Разрушение исторической застройки в ходереконструкции Москвы в 1935—1941 годах

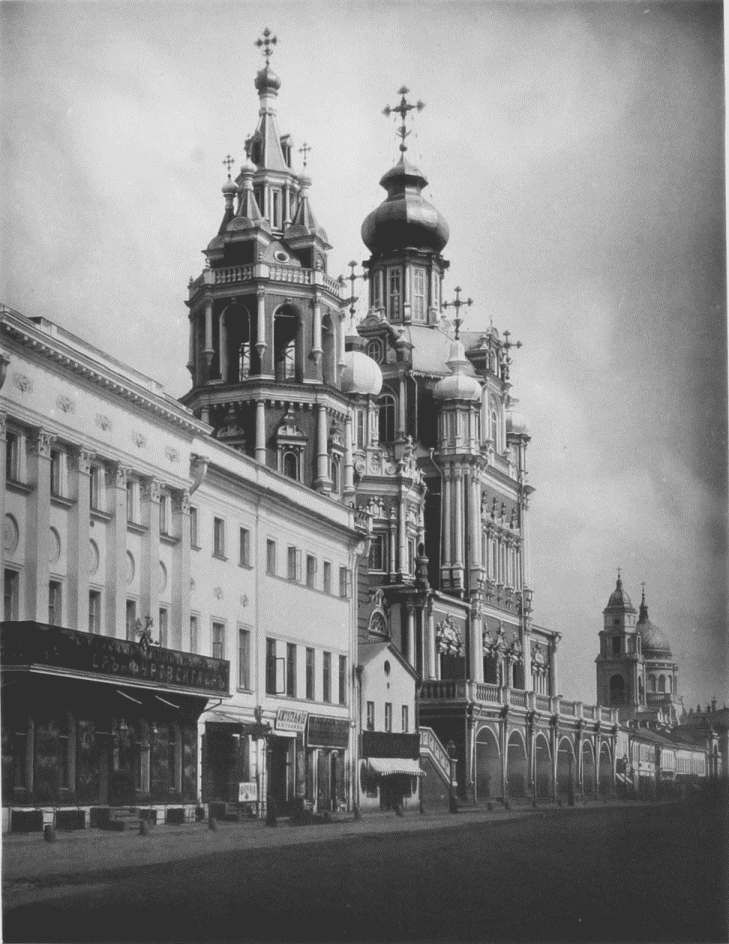
Церковь Успения Пресвятой Богородицы на Покровке

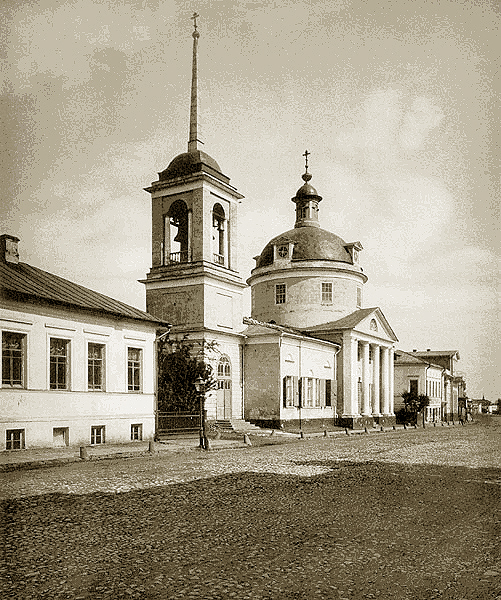
Церковь Бориса и Глеба на Поварской (фото 1883 года)

1. Казанский собор — располагался на углу Красной площади и Никольской улицы. Разрушен 1936 году, восстановлен в 1990—1993 годах по инициативе Московского городского отделения Всероссийского общества охраны памятников истории и культуры (МГО ВООПИиК)
2. Церковь Успения Пресвятой Богородицы на Покровке — по инициативе наркома просвещения Луначарского в 1922 году Большой Успенский переулок был назван Потаповским в честь крепостного мастера, по легенде построившего церковь. Малый Успенский — Сверчковым в честь купца Ивана Сверчкова, на средства которого был построен Храм. Луначарский использовал свой авторитет и власть, чтобы сохранить храм. Однако в ноябре 1935 года Моссовет под председательством Н. А. Булганина постановил закрыть и снести Успенскую церковь, «имея в виду острую необходимость в расширении проезда по ул. Покровке».
Архитекторы-реставраторы пытались защитить храм, среди них называют П. Д. Барановского. Перед сносом реставраторы-энтузиасты получили разрешение, чтобы сделать обмеры и снять образцы резных белокаменных деталей. Зимой 1936 года Успенскую церковь снесли до основания. На её месте находится сквер на углу Покровки и Потаповского переулка. Долгое время там была пивная, а потом летнее кафе от соседнего через дорогу ресторана. Сейчас в бывшем доме причта находится пивной ресторан, а сохранённые элементы декора открыты для обозрения.
3. Церковь Николая Чудотворца в Кошелях была снесена около 1937 года. Находилась на краю нынешнего сквера с памятником Пограничникам Отечества. Сквер образовался в результате сноса в 1975 году целого исторического квартала чётной стороны Яузской улицы.
4. Страстной монастырь. Основан в 1654 году, назван в честь Страстной иконы Божией Матери. Упразднён в 1919 году. Снесён в 1937 году.
5. Церковь Ржевской иконы Божьей матери на Поварской улице. По церкви получили название Большой и Малый Ржевские переулки[6]. Первые упоминания о деревянной церкви на этом месте относятся к 1625 году; каменная церковь была сооружена в 1654 году[7] с Никольским и Космодамиановским приделами. В 1804[7] и в 1864[8] годах здание храма перестраивалось. Во время перестроек появилась большая трапезная, необходимость сооружения которой объяснялась большим населением прихода[8]. Церковь являлась приходским храмом М. Ю. Лермонтова, когда он жил на Поварской и Малой Молчановке вместе с бабушкой Е. А. Арсеньевой[6]. В 1890—1900 годах по проекту архитектора С. Ф. Кулагина были созданы иконостасы и осуществлена роспись храма[9]. После октябрьской революции храм продолжал действовать: в 1926 году здесь служили монахи упразднённого Валаамского подворья с Первой Тверской-Ямской улицы. Разрушение храма началось в 1938 году, но было приостановлено войной. Окончательный снос церкви был закончен в 1952 году ко времени начала строительства здания Верховного Суда СССР[6].
6. Церковь Бориса и Глеба на Поварской (Поварская улица, на месте Российской академии музыки имени Гнесиных). Церковное здание стояло напротив Борисоглебского переулка, который получил своё название по этой церкви[10]. По легенде, первая деревянная Борисоглебская церковь была построена здесь ещё Борисом Годуновым. Достоверно подтверждено существование церкви на этом месте в начале XVII века[11]. Первоначально церковь имела один престол, освящённый во имя Смоленской Божией Матери Одигитрии. В 1685 году деревянная церковь сгорела, и в 1686—1691 годах на средства прихожан на этом месте был возведён каменный храм с тремя приделами — Спаса Нерукотворного Образа, Бориса и Глеба и московских митрополитов, святых Петра, Алексия, Ионы и Филиппа[12]. Это здание простояло более ста лет и в 1802 году церковь вновь была перестроена в классическом стиле на средства генерал-майора П. М. Жеребцова и его жены. На Поварскую выходила колоннада с портиком, над которым возвышался барабан и купол храма с небольшой главкой. К церкви примыкали строения трапезной и колокольни с островерхим шпилем, увенчанным крестом. Мощный купол храма являлся одной из архитектурных доминант улицы[12]. Новая церковь имела два придела — Смоленской Божией матери и Святых Бориса и Глеба,[7] здесь находился образ Спаса Нерукотворного, написанный Симоном Ушаковым в 1685 году[11]. В 1830 году в церкви проходило венчание жившего неподалёку на Поварской (современный дом № 27) С. Д. Киселёва, свидетелем на котором был его друг А. С. Пушкин. В 1903 году в церкви состоялось венчание будущего обер-прокурора Священного Синода А. Д. Самарина с В. С. Мамонтовой — дочерью С. И. Мамонтова. Другим известным прихожанином Борисоглебской церкви был К. П. Победоносцев, который, как и Самарин, занимал в конце XIX — начале XX веков должность обер-прокурора. После революции церковь продолжала действовать, в 1930 году сюда была переведена община закрытой Борисоглебской церкви у Арбатских ворот[13]. Церковь святых Бориса и Глеба была закрыта по постановлению Моссовета от 7 мая 1933 года[12] и снесена в 1936 году[11]. В 2007 году на месте разрушенной церкви был установлен памятный знак[14].

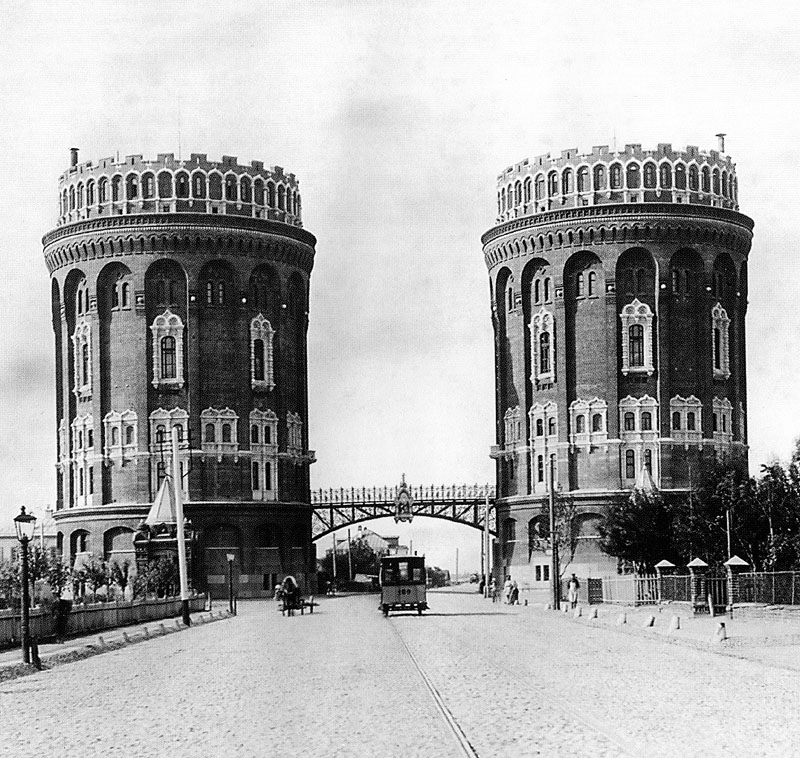
Крестовские водонапорные башни в период с 1900 по 1910 год.

7. Церковь Николая Чудотворца в Столпах (Армянский переулок) была построена в 1669 году подмастерьем каменных дел Иваном Косминым (Иван Кузьмин Кузнечик). Представляла собой редкий образец церковной архитектуры XVII столетия. При церкви находился старинный мавзолей над могилами членов семьи боярина Артамона Сергеевича Матвеева и могилы Милославских. Разрушена в 1938 году. На месте церкви и захоронений было построено примитивное по архитектуре школьное здание, в котором в настоящее время размещается Московское педагогическое училище № 7. Два резных наличника, портал и некоторые надгробные плиты Никольской церкви были спасены сотрудниками Музея истории русской архитектуры. Образцы резного декора были сохранены и вмурованы в северную стену ограды Донского монастыря, когда в монастыре находился филиал музея.Крестовские водонапорные башни в период с 1900 по 1910 год.
8. Крестовские водонапорные башни были сооружены в период реконструкции Мытищинско-Московского водопровода в конце XIX в., в 1892 г. по проекту русского, московского архитектора немецкого происхождения М. К. Геппенера (в стиле краснокирпичной эклектики) на площади Крестовской заставы. Одним из основных лиц, участвовавших в финансировании реконструкции водопровода, был купец первой гильдии, городской голова Москвы Н. А. Алексеев. Строительство Крестовских башен было оплачено купцом Алексеевым лично. В 1896 г. в одной из водонапорных башен был открыт Музей московского городского хозяйства (современный Музей Москвы). В 1925 г. музей был перенесён в Сухареву башню.  Крестовские башни разобраны в 1939 г. (в период реконструкции Ярославского шоссе в 1940-х гг.)

## Разрушение исторической застройки в годы Великой Отечественной войны
1. Пассаж Солодовникова (Кузнецкий мост, 8) — первый московский пассаж. За строительство пассажа Солодовников получил звание почётного гражданина города Москвы[15]. В 1885 году пассаж горел, его восстановлением занимался архитектор М. А. Арсеньев[16]. В ноябре 1904 года в пассаже открылся один из первых кинотеатров Москвы «Синема-театр» А. Розенфельда, а после его закрытия здесь разместился театр «Кинофон». Пассаж был разрушен в 1941 году в результате бомбардировки Москвы[17]. В 1947 году остатки здания были разобраны, а на его месте по проекту ландшафтного архитектора В. И. Долганова разбит сквер, облицованный красным гранитом из запасов, привезенных немцами в 1941 году для памятника в честь победы над СССР. В настоящее время на месте снесённого сквера находится новый корпус ЦУМа, решение о строительстве которого принято в 2001 году[18]. В ходе строительства здания археологи обнаружили около 300 древних захоронений, самое раннее из которых относится к XV веку[19].

## Разрушение исторической застройки в 1945—1990 годах

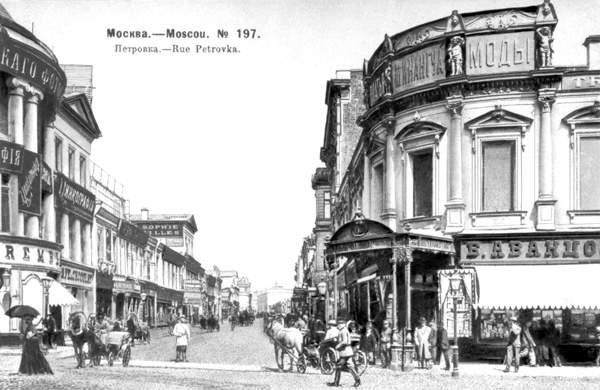
Вид Петровки с Кузнецкого Моста, слева дом Анненковых, нач. XX в.

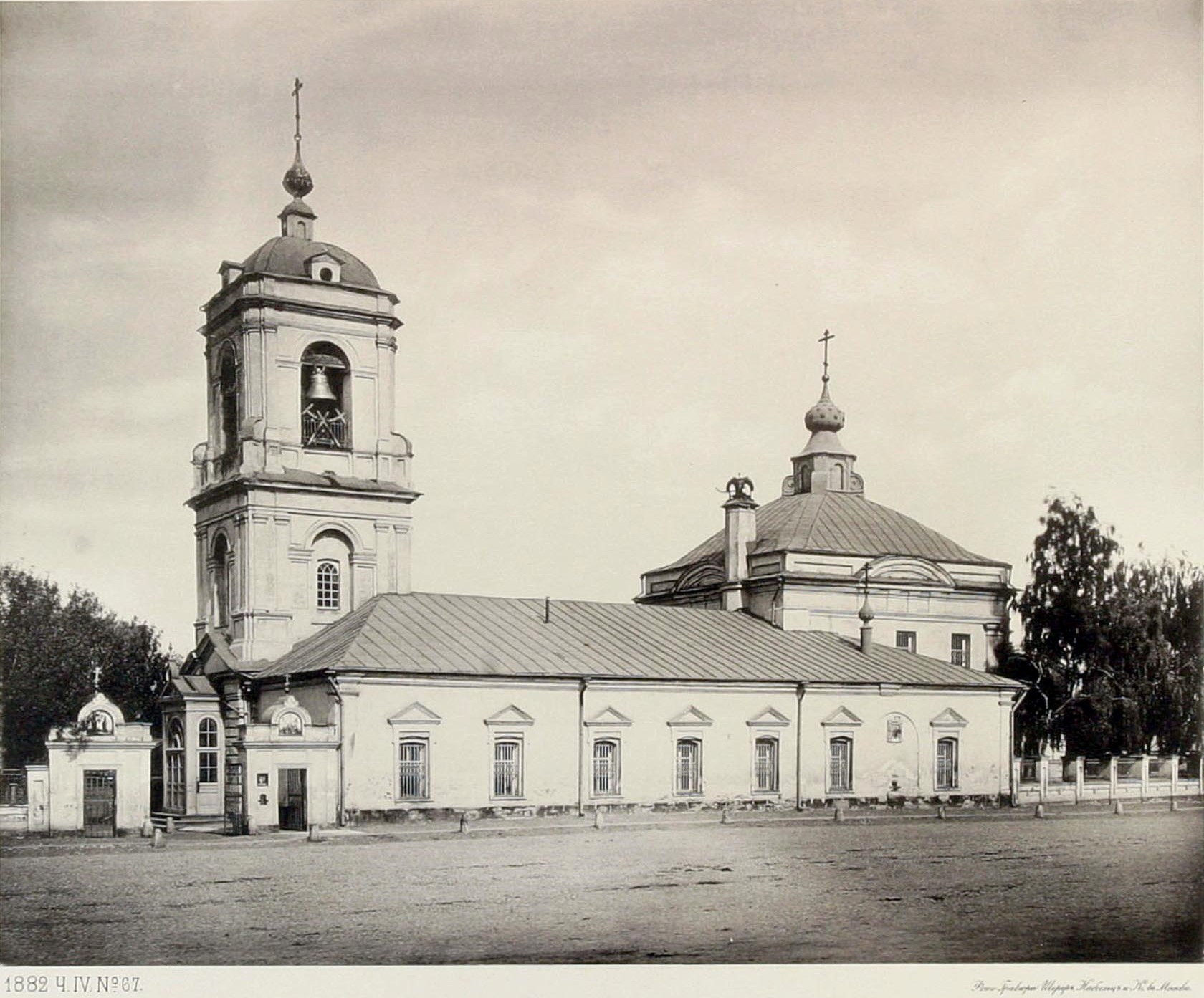
Преображенский храм, 1882 г.

1. Дом Анненковых (ул. Кузнецкий Мост, 5) — c 1786 года владение Анненковых, родителей декабриста И. А. Анненкова. А. И. Анненкова была дочерью бывшего генерал-губернатора Сибири И. В. Якоби. Быт семьи Анненковых описан в воспоминаниях жены декабриста Полины Гёбль[20]. История отношений И. А. Анненкова и П. Гёбль положена в основу романа А. Дюма «Учитель фехтования», оперы Ю. Шапорина «Декабристы», фильма В. Мотыля «Звезда пленительного счастья»[21]. Предположительно, дом Анненковых был построен архитектором В. И. Баженовым[22]. В 1820—1830-е годы в доме размещалась популярная книжная лавка, которую посещал А. С. Пушкин. В конце 1830-х годов дом был перестроен под гостиницу, в которой останавливались писатели И. С. Тургенев, Н. А. Некрасов, М. Е. Салтыков-Щедрин, декабристы С. П. Трубецкой и Н. И. Тургенев. В 1920 году здесь разместилась редакция Большой советской энциклопедии, возглавляемая О. Ю. Шмидтом. Дом был снесён в 1946 году при реконструкции ул. Петровка[23].
2. Храм Преображения Господня в Преображенском (Преображенская площадь) — был построен в 1768 году на средства прихожан. В 1781 году к церкви пристроен придел Петра и Павла и колокольня. Во время московского пожара 1812 года церковь не пострадала, службы в ней не прекращались всё время пребывания в Москве французской армии. 23 мая 1883 года, перед празднованием 200-летия полка, церковь посетил Александр III. После посещения императора в Спасо-Преображенском храме был сооружён второй придел во имя Александра Невского. После революции храм оставался действующим. К началу 1960-х годов у храма был один из самых крупных приходов в Москве. В связи со строительством метро в 1963 году Мосгорисполком принял решение о сносе храма. В защиту своего храма прихожанам удалось собрать больше 2500 подписей. Несмотря на это, 18 июля 1964 года храм был взорван. Станция метро «Преображенская площадь» была построена в другом месте, а на месте храма разбит сквер. 17 июля 2009 года вышло распоряжение Правительства Москвы за номером 1580-РП о воссоздании храма; открыт 8 мая 2015 года на прежнем месте.[24][25]
3. Храм Николая Чудотворца на Ямах (Таганский район, на углу Николоямской улицы и Николоямского переулка) — именно по этому храму — «Николы на Ямах» — получила своё название Николоямская улица. Закрыт и частично разрушен в 1928 году. Окончательно разрушен в конце 1950-х годов.
4. Церковь Благовещения в Голутвинской слободе (Церковь Иоакима и Анны на Якиманке) — церковь, известная с XV века и давшая название улице Большая Якиманка. Закрыта в 1930-е годы; снесена при устройстве Якиманского проезда в 1969 году.
5. Дом Рахманинова (Улица Воздвиженка, 11) — В доме с меблированными комнатами «Америка» в октябре 1892 года поселился композитор С. В. Рахманинов. Дом был снесён в 1984 году. Писатель Ю. М. Нагибин назвал снос дома Рахманинова преступлением.[26]
6. Комплекс ВСХВ (ВДНХ СССР) — ВВЦ. В начале 1950-х годах, к открытию новой ВСХВ 1954 года, многие павильоны выставки потерпели реконструкцию с соответствие с архитектурной догмой послевоенных лет. Однако, после перепрофилирования выставки и после упразднения в 1963 году республиканских павильонов, многие павильоны подверглись капитальной перестройке, а некоторые вовсе уничтожили в пользу более новых. Таким образом единый архитектурный ансамбль был утрачен.
7. Храм Рождества Пресвятой Богородицы в Бутырской слободе — утрачена здание трапезной при расширении завода «Знамя». Новый корпус завода разделил церковь с колокольней, которая утратила верхний ярус во время Великой Отечественной войны.
8. «Дом Фамусова» — московский особняк начала XIX века, принадлежавший известному семейству Римских-Корсаковых, предположительно описанный А. С. Грибоедовым в его комедии «Горе от ума». Снесён в конце 1960-х годов для строительства нового корпуса газеты «Известия».
9. Александро-Невский собор (Москва) — второй по величине исторический храм Москвы после Храма Христа Спасителя. Был возведён в начале XX века в память освобождения крестьян от крепостной зависимости. Разобран в 1950-е годы.

## Разрушение исторической застройки с 1991 по 2010 год
По некоторым оценкам, с начала 1990-х годов в Москве разрушено более 700 исторических зданий.

### 1992 год
- павильон «Урал» (Профтехобразование) на ВДНХ СССР (ВВЦ).

### 1993 год
1. Дом Плевако (Большой Афанасьевский переулок, 35). Дом был построен в 1817 году и принадлежал историку П. В. Хавскому, затем, в 1870-е годы, — знаменитому адвокату Ф. Н. Плевако[28].

### 1995 год
1. Дом Тарасова (улица Сергия Радонежского, 1/2). Усадьба купца Тарасова включала пять полностью сохранившихся строений XVIII—XIX веков и была в своё время включена в «Альбомы партикулярных строений» Матвея Казакова. Снесена АО «Монолит» по распоряжению Ю. М. Лужкова[28].
2. Дом княгини Голицыной (Никитский бульвар, 10), сохранял в своей основе строения XVIII века. Снесён по распоряжению Правительства Москвы[28].

### 1996 год

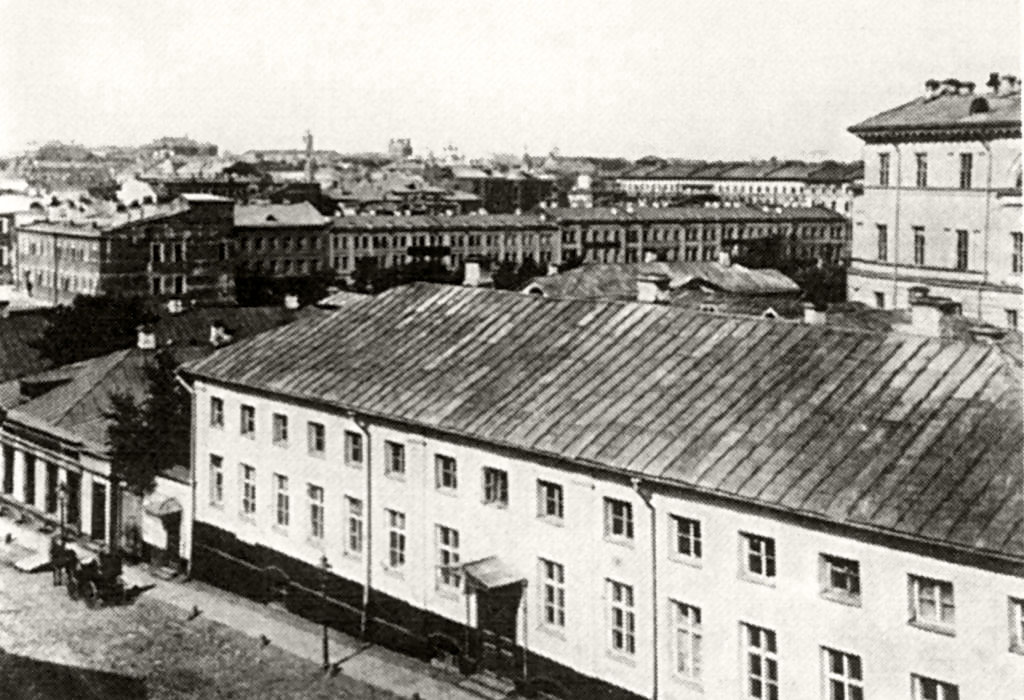
Тверское подворье, 1870 г.

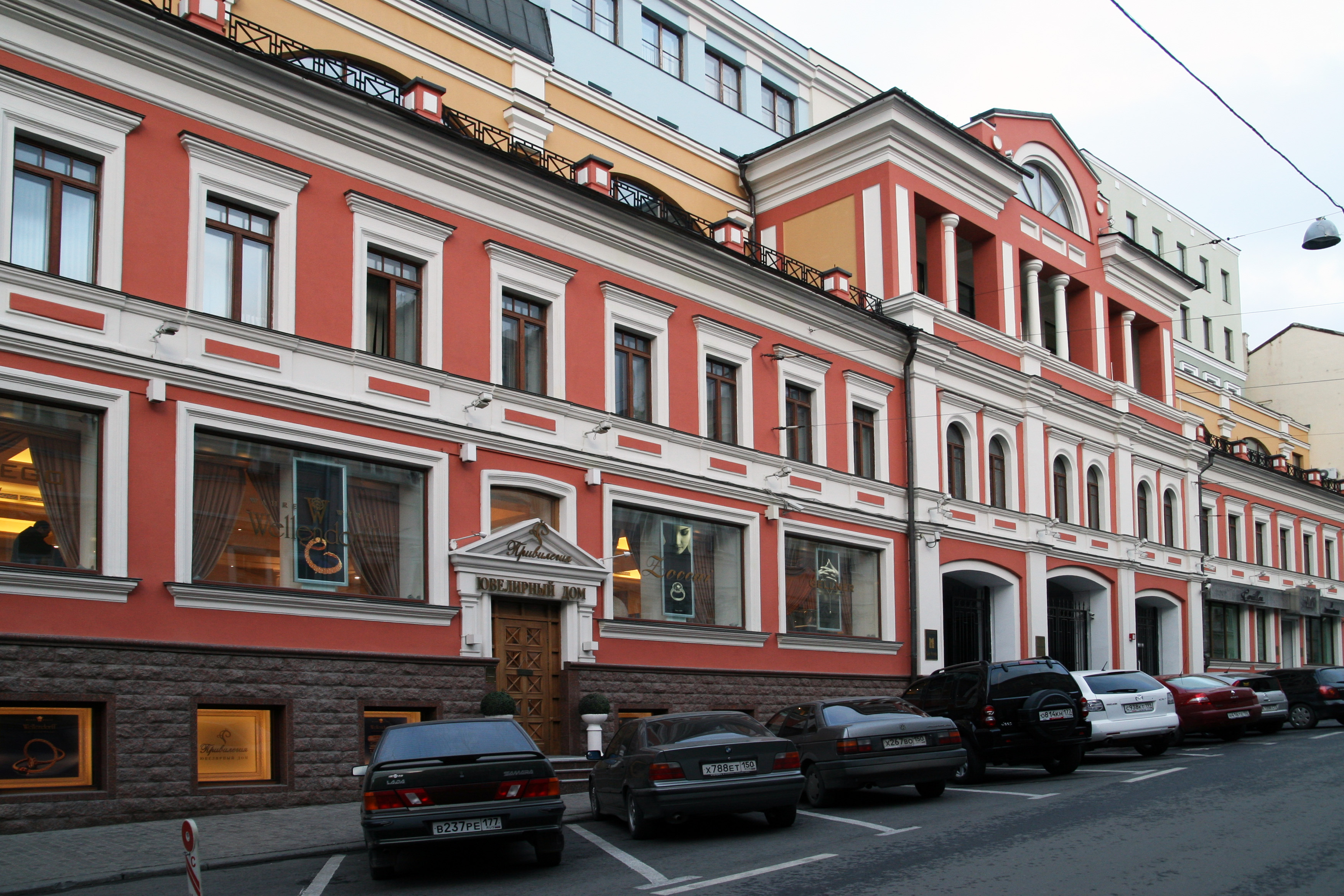
Тверское подворье, 2008 г.

1. Дом Щапова (ул. Бауманская, 58) — построен в конце XIX века по проекту архитектора Ф. О. Шехтеля. По мнению исследователей творческого наследия Ф. О. Шехтеля, дом Щапова был первой постройкой выдающегося архитектора[29]. В 1995 году здание было передано ООО «Подмосковье» и в результате «реконструкции» снесено в 1996 году.
2. Тверское подворье (ул. Кузнецкий Мост, 17) — с XVII века участок принадлежал Тверскому подворью — резиденции тверских архиепископов. В 1974 году ансамбль подворья включён в список памятников истории и культуры республиканского значения. В 1993 году префектура ЦАО Москвы подписала контракт о реконструкции подворья с компанией «Сибнефтегаз». К весне 1996 года были снесены четыре строения ансамбля, а выходящее на Кузнецкий мост строение было «воссоздано» путём постройки нового офисного центра по проекту архитектора А. Р. Воронцова. К главному зданию палат сделана пристройка, что прямо запрещено действующим законодательством. В октябре 1997 года Министерство культуры обратилось в прокуратуру Москвы с просьбой принять меры по охране памятников и привлечь виновных к ответственности. В ответном письме прокуратура ЦАО г. Москвы в возбуждении уголовного дела по факту сноса памятника архитектуры отказала. Мэр Москвы Ю. М. Лужков признал участников «научной реставрации» палат Тверского подворья, включая компанию «Сибнефтегаз», победителями конкурса на лучшую реставрацию[30].
3. Палаты в усадьбе князей Мещерских (Большая Никитская улица, 17). Снесены по распоряжению Ю. М. Лужкова[28].

### 1997 год
1. Дом Кокошкина («Соловьиный дом») (Никитский бульвар, 6) — два нижних этажа здания относились к XVIII веку, в XIX—XX веках дом надстраивался. В XVIII веке дом принадлежал князю Я. П. Шаховскому, позднее — князю С. М. Голицыну. В 1820-е годы зданием владел директор императорских театров Ф. Кокошин. Здесь находились репетиционные залы Большого и Малого театров, ставились спектакли с участием актёров М. С. Щепкина и П. С. Мочалова. В доме находился также музыкальный салон актрисы М. Д. Львовой-Синецкой, у которой бывали А. С. Пушкин, А. С. Грибоедов, И. А. Гончаров и другие. Решением правительства Москвы дом был передан АО «Сокольники» под устройство гостиницы. Снесён в 1997 году, на месте здания устроена автостоянка[31].
2. Доходный дом Нирнзее (1-я Тверская-Ямская улица, 32). Дом — одна из первых построек (1905 год) знаменитого московского архитектора Э. К. Нирнзее. Разрушен в 1997 году, выстроен заново с воспроизведением первоначального декора.
3. Кинотеатр «Уран» (Улица Сретенка, 19) — здесь находилось здание, в котором был открыт один из самых старых (с 1914 года) кинотеатров Москвы — «Уран». В конце 1941 года в нём проходил премьерный показ документального фильма «Разгром немецко-фашистских войск под Москвой». Кинотеатр просуществовал в этом доме до конца 1960-х, потом здесь была открыта мастерская ритуальных услуг ЦК КПСС, где вырубали надгробия из гранита. В ходе масштабной реконструкции Сретенки кинотеатр, переданный Театру-школе драматического искусства Анатолия Васильева, был снесён по постановлению Правительства Москвы, хотя и считался «вновь выявленным» памятником истории и культуры, снос которого запрещается законом.
4. Дом Васильева (Столешников переулок, 16) дом крестьянина А. Л. Васильева с фотоателье в верхнем этаже был построен в 1900—1910 годах по проекту архитектора Л. Ф. Даукша. Здание было снесено в 1997 году, а затем возведено с изменением пропорций и добавлением новых деталей. Здание полностью утратило подлинность.[32]
5. Доходный дом Е. И. Курникова (Первая Тверская-Ямская улица, 32) был построен архитектором Э.-Р. К. Нирнзее в 1904 году. Здание было сломано в 1997 году, декор фасада в основном воссоздан на новом здании, построенном в 1999 году[32].
6. Дом канцелярии московского обер-полицмейстера (Столешников переулок, 12) — Построенный в XVIII веке двухэтажный дом, несмотря на охранный статус, был разрушен в 1997 году и на его месте был возведён новодел, в котором в настоящее время размещается магазин марки «Hermes»[33].
7. Доходный дом П. А. Ларионова (улица Чаянова, 7). Дом был построен в 1904 году по проекту архитектора А. Ф. Мейснера[32].
8. Дом Самгиных (Пятницкая улица, 46). Снесён под видом реконструкции[28].
9. Дом Алябьева (Новинский бульвар, 7, во дворе). Композитор А. Алябьев жил в этом доме с 1840-х годов до самой смерти в 1851 году. Памятник архитектуры сгорел в результате поджога в апреле 1997 года[28].
10. Флигель усадьбы Долговых, построенный Василием Баженовым на Большой Ордынке 21[28].

### 1998 год
1. Дом Герцена (Сивцев Вражек, 25/9). Дом был связан с жизнью писателей А. И. Герцена и С. Т. Аксакова. В начале октября 1998 года собственник здания — югославская фирма «Техностройэкспорт» — осуществил снос памятник архитектуры[28].
2. Дом Верещагиной (Средний Трёхгорный переулок, 6). Дом, построенный между 1807 и 1811 годами, сгорел до цоколя в 1998 году; снесён до основания в 2001 году[28].

### 2000 год
1. Ректорский дом (ул. Моховая, 11, стр. 6) — особняк, стоявший во дворе старого здания Московского университета, являлся редким в Москве образцом барокко середины XVIII века. Построенный в 1740-е годы дом был главным зданием городской усадьбы князей Волконских, а позднее здесь длительное время размещалась служебная квартира ректора университета, откуда здание и получило своё название. В XIX веке в доме жили известные литераторы Н. И. Надеждин и В. Г. Белинский, располагалась редакция журнала «Телескоп», в котором в 1836 году было опубликовано «Философическое письмо» П. Я. Чаадаева. В 1990‑х годах здание было доведено до аварийного состояния и, несмотря на существование проекта реставрации, снесено летом 2000 года. К 2004 году на его месте выстроен «новодел» со стеклянной надстройкой[31].
2. Крыльцо церкви преподобного Сергия Радонежского (Высоко-Петровский монастырь) — крыльцо постройки 1690—1696 годов разрушено и без согласований заменено новоделом[34].
3. Дом Пикарта (Софийская набережная, 6) — дом раннепетровского времени с декором XIX века. По официальной версии, произошло самообрушение в ночь на 13 ноября 2000 года, однако существуют доказательства сноса для расчистки территории под строительство гостиницы (так и не реализованное).[35]

### 2001 год
1. Главный дом городской усадьбы XIX века (ул. Большая Полянка, 39). Деревянный дом был построен в 1816 году и перестроен в 1845 году. Передан в собственность ЗАО «Компания „Центр-2000“», после чего был снесён и заменён новоделом[36].
2. Доходный дом и особняк С. В. Сибирякова (1909, Вознесенский переулок, 11)[32]
3. Палаты в Мещанской слободе (проспект Мира, 3, во дворе). Палаты XVII—XVIII веков были частью городской усадьбы, принадлежавшей в XVII веке купцам Евреиновым, в начале XIX века — тайному советнику Н. С. Лаптеву, затем Фирсановым. Снесены ООО «Мовенпик XXI» до цокольного этажа с использованием строительной техники[28].

### 2002 год
1. Волхонка, 6 — дом построен в 1892 году по проекту архитектора М. Г. Пиотровича. Был снесён при расширении галереи художника А. Шилова[26].
2. Знаменка, 3 — дом, построенный в начале XIX века, использовался для нужд Московской дворцовой конторы. Был снесён при расширении галереи художника А. Шилова[26].
3. Дом Мазинга (Малый Знаменский переулок, 7) — пятиэтажный доходный дом был построен в 1899—1900 гг. по проекту архитектора П. М. Самарина. Охранялся как памятник истории, так как здесь находилась мемориальная квартира художника Н. Н. Купреянова. Снесён под предлогом аварийного состояния. На месте памятника сооружён восьмиэтажный клубный дом по проекту архитекторов М. Посохина, М. Плеханова, А. Левитина[37].

### 2003 год

«Военторг», 1916 г.

1. Военторг на Воздвиженке (ул. Воздвиженка, 10, стр. 1-2, 3, 4) — здание построено в 1910—1913 годах по заказу Экономического общества офицеров Московского военного округа по проекту архитектора С. Б. Залесского. Снесён в 2003 году на основании постановления мэра Москвы Ю. М. Лужкова № 439-ПП «О реконструкции строений по адресу: ул. Воздвиженка, д. 10/2 и Б. Кисловский пер., д. 4».
2. Дом прокурора М. В. Зиновьева (Большой Кисловский переулок, 2) — Бывшая усадьба XVIII века прокурора М. В. Зиновьева снесена по решению Ю. М. Лужкова для строительства торгово-офисного центра[26]
3. Дом Пукирева (ул. Большая Лубянка, 28). В этом доме недалеко от площади Сретенских ворот в 1860-е годы жил и работал автор картины «Неравный брак» известный русский живописец В. В. Пукирев. Здание снесено в 2002—2003 годах[36].
4. Дом XVIII—XIX веков (Вознесенский переулок, 20, стр. 1-2). Здание постройки 1868 года (архитектор А. Л. Обер) которое, возможно[36], включало в себя неисследованные палаты XVII—XVIII веков, было выведено из списка вновь выявленных памятников архитектуры и снесено в конце 2003 года. На его месте построена 2-я очередь «Усадьбы-Центр» Правительства Москвы.
5. Флигель усадьбы Мещерских (Леонтьевский переулок, 2а) — на этом месте до 2003 года находился хозяйственный флигель усадьбы князей Мещерских. С 1858 года зданием владела графиня А. Ф. Закревская, жена московского генерал-губернатора А. А. Закревского. В доме жили известный артист и драматург А. И. Южин и Народная артистка РСФСР М. П. Лилина, ставшая впоследствии супругой К. С. Станиславского. Именно в этом доме Станиславский сделал Лилиной предложение. В настоящее время на этом месте построен «элитный жилой дом с подземной парковкой»[38].
6. Дом князя П. И. Горчакова (Леонтьевский переулок, 11) — на этом месте находились владения предка Л. Н. Толстого князя П. И. Горчакова. На первом этаже находился популярный антикварный магазин Ерыкаловой. Дом снесён для строительства «элитного жилого дома»[38].
7. Дом Мартыновых (Леонтьевский переулок, 13) — дом принадлежал родителям Н. С. Мартынова, друга и будущего убийцы М. Ю. Лермонтова. До ссоры Лермонтов часто бывал в этом доме. В середине XIX века здесь жили декабрист З. Г. Чернышёв, знаменитый инженер, спроектировавший московский водопровод, А. А. Дельвиг, известный скрипач и педагог И. В. Гржимали, оперная певица Е. А. Лавровская. Перед разрушением здание было исключено из списка «вновь выявленных объектов культурного наследия» в связи «с полной физической утратой». В настоящее время здесь располагается «элитный жилой дом с подземной парковкой».[38].

### 2004 год

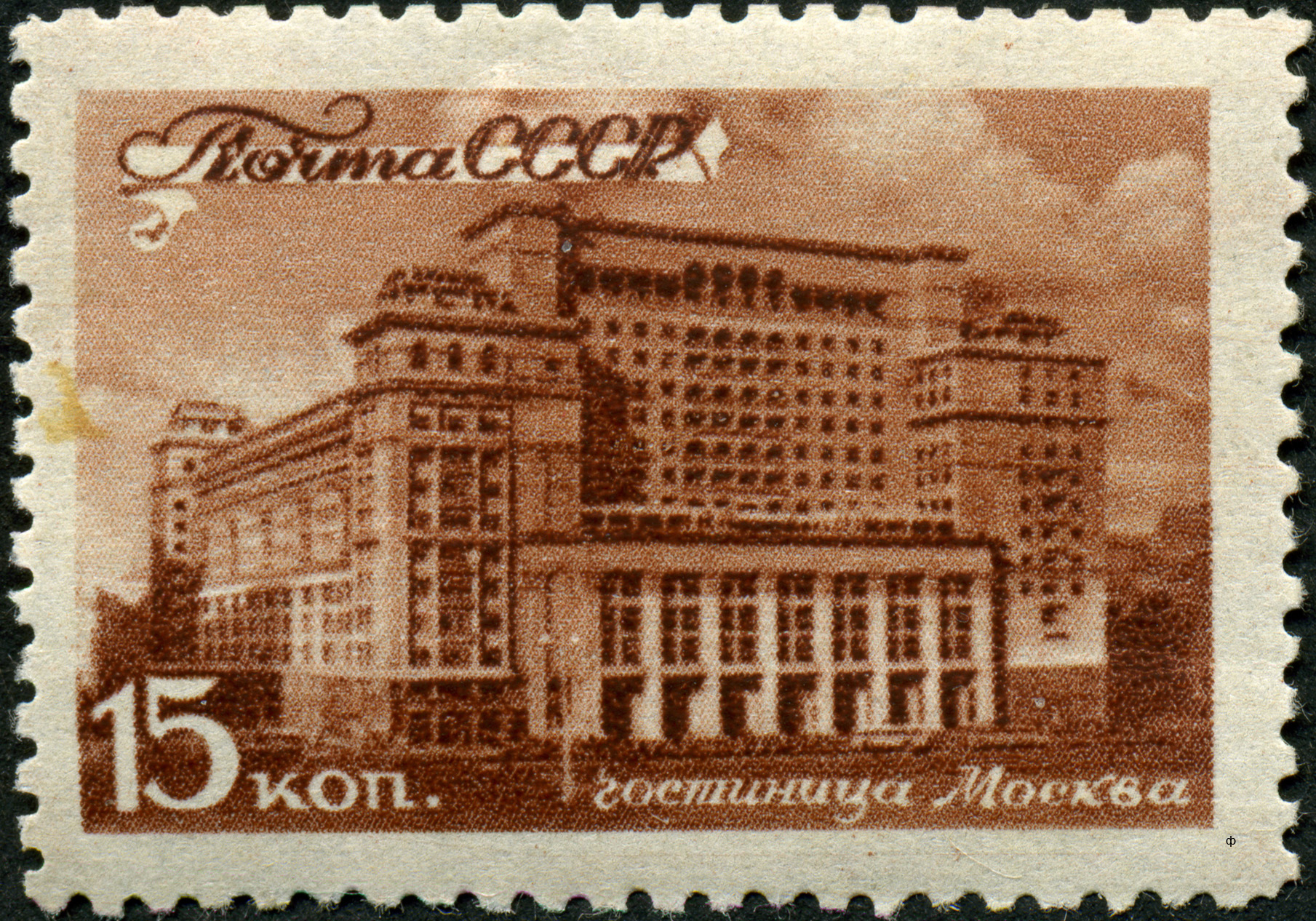
Гостиница «Москва» на почтовой марке СССР, 1946

1. Гостиница «Москва» (Манежная площадь) — в прошлом одна из крупнейших гостиниц Москвы, построенная в 1933—1935 годах по проекту архитекторов Л. Савельева, О. Стапрана и А. Щусева. Снесена в 2004 году, заменена новоделом, в целом воспроизводящим внешний вид исходного здания, но имеющим ряд отличий[36].
2. Дом Залесского и Чаплина (ул. Большая Дмитровка, 16) — построен в 1902 году по проекту архитектора В. Г. Залесского и инженера В. М. Чаплина для размещения архитектурно-технической конторы «В. Залесский и В. Чаплин» и жилых помещений для своих семей. В этом доме в семье В. М. Чаплина воспитывался выдающийся русский архитектор Константин Мельников. В 1935 году внучка Чаплина — научный сотрудник Московского зоопарка и будущая известная писательница Вера Чаплина вырастила в комнате коммунальной квартиры № 3 львицу Ки́нули. Эта история стала широко известна и послужила основой повести «Кинули». Дом снесён в 2004 году, в ходе реконструкции. Нынешнее здание в общих чертах воспроизводит фасад прежнего.

### 2005 год
1. Дом Плещеева (ул. Малая Дмитровка, 22) — принадлежал поэту-петрашевцу А. Н. Плещееву, который жил тут в 1867 и 1874 годах. В 1860-х годах в доме квартировали артистка Малого театра Гликерия Федотова и её муж драматург А. Ф. Федотов. В разные годы в доме проживали актриса и режиссёр О. В. Гзовская, Народная артистка СССР, оперная певица Большого театра К. Г. Держинская и видный учёный-гистолог, профессор А. В. Румянцев. В 1991 году дом получил охранный статус памятника архитектуры. В 1999 году Мэр Москвы Ю. М. Лужков передал земельный участок, на котором находился дом № 22 и пустырь, где ранее находился дом № 24, Школе телевизионного мастерства под руководством В. В. Познера[39]. Несмотря на многочисленные протесты общественности, здание было разрушено — теперь о нём напоминает только выглядывающая из офисного центра часть фасада, окруженная современными железобетонными конструкциями, сооружёнными по проекту архитектора А. В. Бокова.
2. Доходный дом (Малый Знаменский переулок, 7/10) — дом построен в 1899—1900 годах по проекту архитектора П. М. Самарина. В доме жили: старшая дочь А. С. Пушкина М. А. Гартунг, академик архитектуры М. В. Келдыш, художник-график Н. Н. Купреянов, у которого бывали В. А. Фаворский, В. Е. Татлин, Л. А. Бруни, Р. Р. Фальк и другие. Несмотря на протесты общественности и деятелей культуры, среди которых была директор ГМИИ им. А. С. Пушкина И. А. Антонова, здание было снесено и на его месте построен новый дом[26].
3. Леонтьевский переулок, 25 — дом являлся образцом послепожарной застройки Москвы начала XIX века. Здесь жили: друг А. С. Пушкина декабрист И. Н. Горсткин, известный архитектор и археолог А. А. Мартынов, актриса Малого театра Г. Н. Федотова, писатель Б. А. Пильняк. По распоряжению мэра Москвы Ю. М. Лужкова[40] здание было снесено под строительство «многоэтажного офисного центра класса „A“ общей площадью 6650м² с трехуровневой подземной парковкой»[38].
4. Дом Таля (Молочный переулок, 5) — деревянный дом был построен в 1824 году, в конце XIX века надстроен, в начале XX века приобрёл фасады в стиле модерн[41].
5. павильон «Охота и звероводство» комплекса ВСХВ (ВВЦ). Сгорел при невыясненных обстоятельствах.

### 2006 год
1. Дом-кузница XVIII века (Оружейный переулок, 45) — памятник истории и культуры федерального значения, пустовавший несколько лет, был снесён арендатором (ЗАО «Дизар») без санкции Росохранкультуры, сославшись на предписания МЧС и административно-технической инспекции[42].
2. Средние торговые ряды (дворовые постройки) (Красная площадь, 5). Снос четырёх дворовых построек Средних торговых рядов, построенных в 1889—1893 годах по проекту Р. Клейна, произошёл по инициативе Управления делами Президента РФ. Внутренние проходы, существовавшие между снесёнными зданиями, носили имена: Медный, Москательный, Скобяной, Зеркальный, Фряжский. Перед сносом, вопреки мнению научно-методического совета Министерства культуры, из состава памятника архитектуры все внутренние корпуса были исключены.[43]
3. Дом Сухово-Кобылина (Страстной бульвар, 9) — дом был построен в 1820 году, перестроен во второй половине XIX века. Снесён и заменён новоделом в ходе строительства офисного центра «Пушкинский дом»[44].

### 2007 год
1. Усадьба Римского-Корсакова (Тверской бульвар, 26) — На этом месте находилась усадьба И. Римского-Корсакова (одного из фаворитов императрицы Екатерины II) постройки середины XVIII века. Строительством усадьбы по некоторым сведениям руководил архитектор О. Бове. Снесена в результате проведённой архитектором П. Ю. Андреевым реконструкции для строительства ресторана «Турандот», принадлежащего ресторатору А. Делосу.[45]

### 2008 год
1. Тёплые торговые ряды — ансамбль торговых зданий в г. Москве, построенный в 1864—1870 годах по проекту архитектора А. С. Никитина. В конце XIX—XX вв. комплекс занимал половину квартала между Ильинкой, Богоявленским и Ветошным переулками. В 2008 году, несмотря на протесты общественности, было уничтожено 80 % комплекса. Заказчиком сноса является фирма «Интеко», принадлежащая жене бывшего мэра Москвы Елене Батуриной.
2. Конторский корпус пивоваренного завода Калинкина (Русаковская улица, 13). Здание построено в 1892—1902 годах по проекту архитектора А. Е. Вебера. Здание являлось выявленным объектом культурного наследия. Разрушено ООО "Строительная компания «Бородино-Строй».[46]
3. Дом Всеволожских (улица Тимура Фрунзе, дом 11, строение 56) — один из старейших деревянных домов, старейший деревянный усадебный дом Москвы. Дом разобран без проведения достаточных научных исследований, перестроены заново полностью из нового материала. Сохранены только подлинные фрагменты печей.[47]

### 2009 год

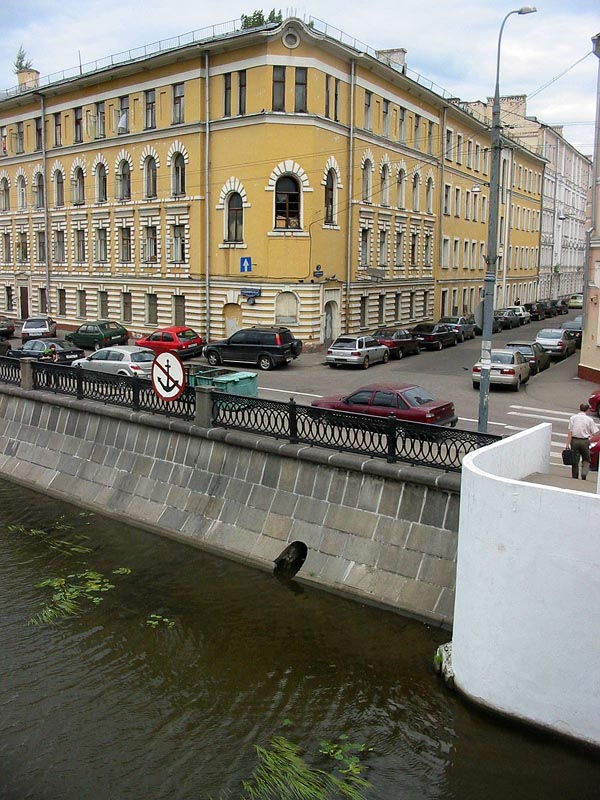
Снесенный дом на Садовнической набережной

1. Историческая застройка Садовнической набережной (Садовническая набережная, 71; Садовнический переулок, 80/2) — 17 июня в результате несанкционированных строительных работ произошло обрушение части конструкций дома 71 по Садовнической набережной, что повлекло за собой гибель троих рабочих. По итогам трагедии было принято решение снести дом с обрушившимися конструкциями и соседний с ним дом. Снесённые дома были расселены и пустовали в течение ряда лет. Садовническая набережная находится на территории охранной зоны, любая градостроительная деятельность в пределах которой подлежит строгому регулированию.[48][49]
2. Дом первой половины XIX века (Суворовская улица, 10а). Дом был построен не позднее 1841 года в стиле классицизма. Здесь размещалась контора фабрики купца Степана Тихомирова. Здание являлось заявленным объектом культурного наследия, находилось на территории охранной зоны.[50]
3. Флигель городской усадьбы Шаховских-Глебовых-Стрешневых (Большая Никитская улица, 19/16). По распоряжению Ю. М. Лужкова № 1576-РП от 17 октября 2002 года «О реставрации и реконструкции здания по адресу: ул. Б. Никитская, д. 19/16, стр. 1, 2» уничтожены усадебные флигели со сводами конца XVIII — начала XIX веков. От корпусов XIX века оставлены только фасадные стены.[51]

### 2010 год

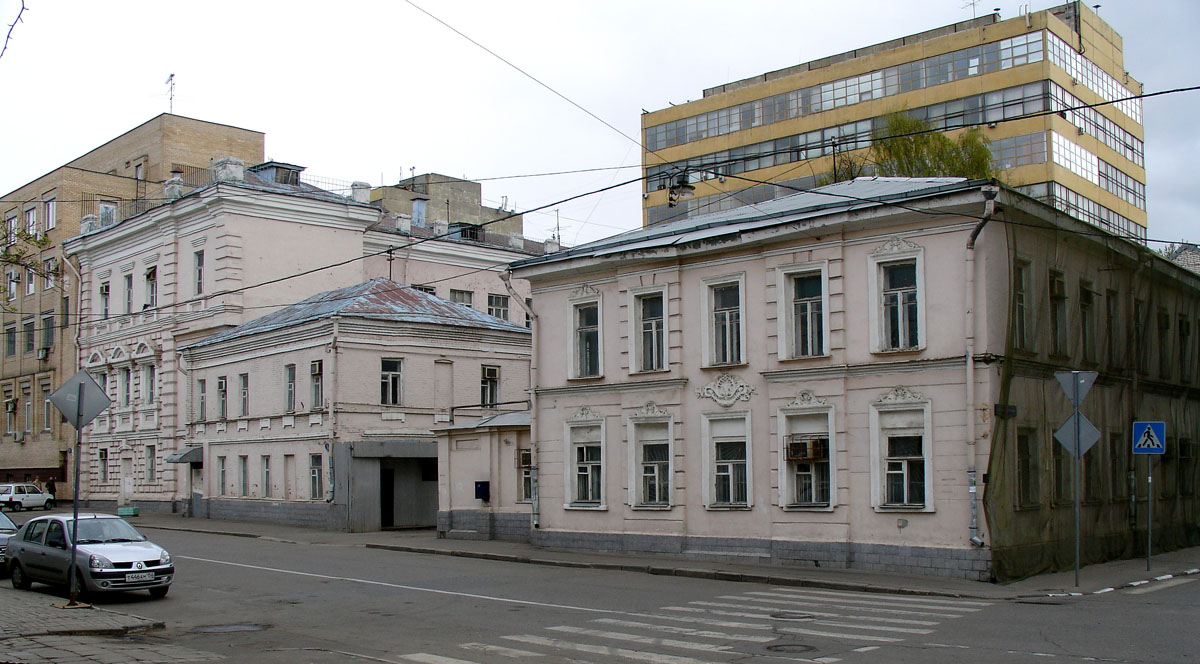
Усадьба Алексеевых

1. Дача Муромцева (5-я Радиальная улица, 3) — деревянный дом барачного типа, построенный в 1966 году на месте разобранного дома XIX века с сохранением ряда фрагментов (фундамент, печи). В ночь на 3 февраля в здании произошёл пожар[52][53]. По мнению независимых экспертов, его причиной стал поджог. 7 марта была снесена по распоряжению префекта ЮАО[54].
2. Усадьба Алексеевых (улица Бахрушина, дом 11) — усадьба XIX—XX веков, в разное время принадлежавшая купцам Алексеевым, Сытовым, Немоляевым, Шмидтам и Столяровым. Наиболее ценная часть усадьбы была снесена в июле 2010 года[55]. По заявлению префекта Центрального административного округа Алексея Александрова, сделанному им в воскресенье 25 июня, здание не является памятником и его снос проводится на законных основаниях. Активистов организации «Архнадзор», пытавшихся воспрепятствовать сносу здания, он назвал хулиганами[56]. В понедельник 26 июня Общественная палата распространила заявление, в котором был осуждён снос здания. В этом же заявлении члены палаты потребовали воссоздать снесённое здание и ввести для чиновников уголовное наказание за уничтожение исторических памятников[57]. На месте снесённой усадьбы московскими властями планируется возвести многоэтажный гостиничный комплекс по проекту архитектора В. Колосницына[58].

## Разрушение исторической застройки после 2011 года
В 2010 году решением Министерства культуры Москва была лишена статуса исторического поселения. В городах, имеющих этот статус, в предмет охраны включаются планировочная и объемно-пространственная структура застройки, панорама и композиция, в них гораздо сложнее снести исторические здания.

### 2011 год

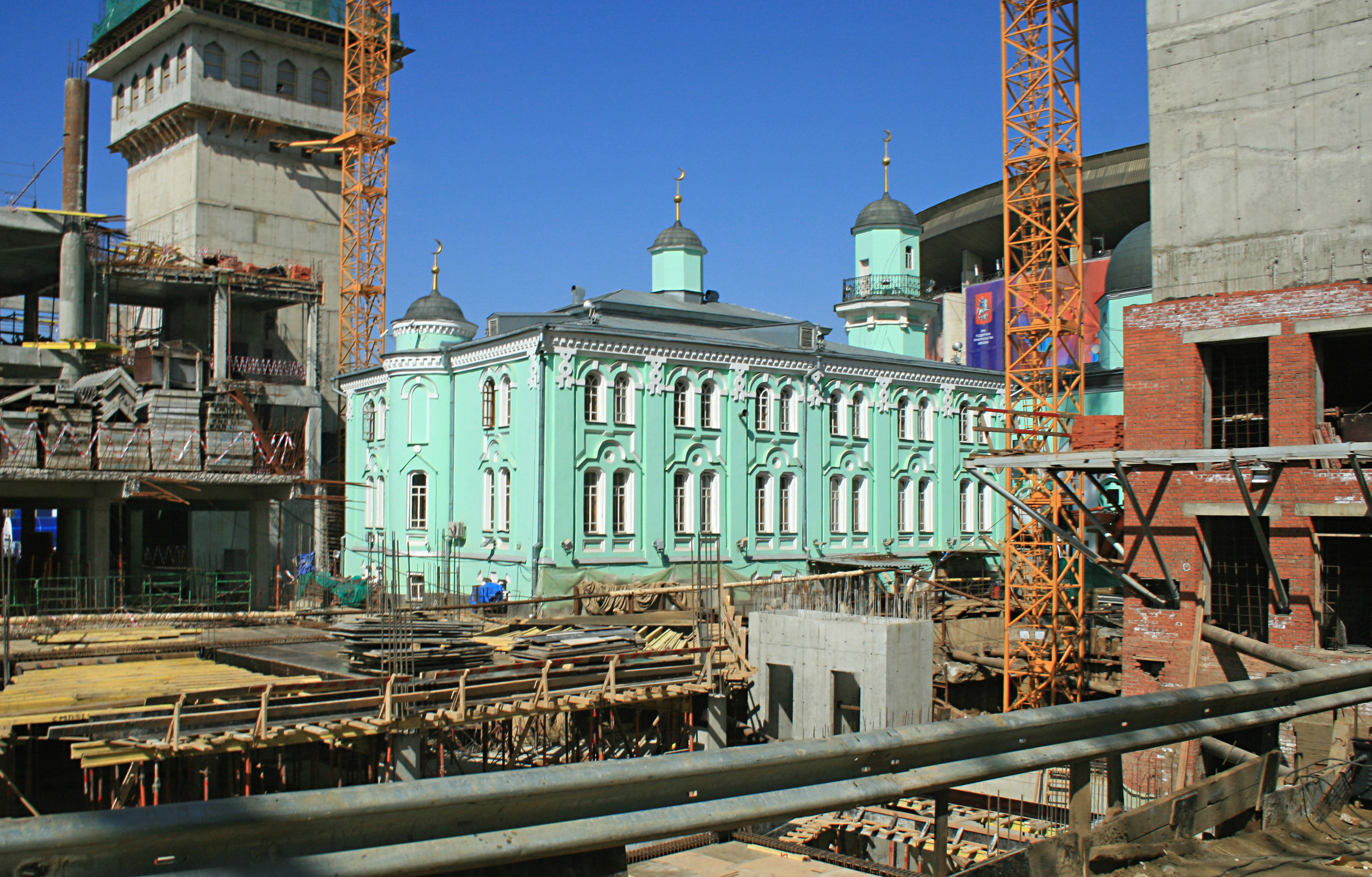
Московская соборная мечеть

1. Доходный дом (Улица Большая Якиманка, 15/20), построен архитектором Ф. Н. Кольбе совместно с инженером В. А. Властовым в 1899—1901 годах. Снесён компанией Capital Group («Капитал Груп») в конце апреля — начале мая 2011 года[61] на основании выданного ранее ордера на частичную разборку здания[62]. В течение года градозащитники пытались добиться сохранения здания, однако девелопер пренебрёг даже действующим решением о запрете работ от городской администрации[63][64].
2. Флигель городской усадьбы Глебовых-Стрешневых-Шаховских (Большая Никитская улица, 19). Снесён в ночь на 19 июня, несмотря на решение Мэра Москвы С. Собянина об аннулировании всех выданных ранее согласований о сносе исторической застройки в центре столицы[65].
3. Веерное депо Николаевской железной дороги 55°47′09″ с. ш. 37°39′05″ в. д.HGЯO — веерное депо 1891—1892 годов постройки, находившееся на территории Ленинградского вокзала по адресу Комсомольская площадь, владение 3/36, выявленный объект культурного наследия, было снесено по инициативе руководства РЖД несмотря на охранный статус здания и запрет Департамента культурного наследия Москвы[66][67][68].
4. Доходный дом (Большой Козихинский переулок, 25) В 1841 г. в этом доме жил композитор А. Е. Варламов. В июле-августе 2011 года снесён компанией «Сатори». Снос сопровождался избиениями жителей домов № 23 и 27, а также защитников архитектурного облика Москвы. Среди пострадавших оказался и несовершеннолетний журналист Андрей Новичков. В феврале 2012 среди других градозащитников пострадала от действий полиции народная артистка России Татьяна Догилева: 13 февраля её ударили кулаком в живот, а на следующий день — кулаком по лицу[69][70]. 55°47′09″ с. ш. 37°39′05″ в. д.HGЯO
5. Павильон Ветеринария на ВВЦ 1937[71] года постройки. Сгорел в результате пожара. По мнению руководства ВВЦ , сгоревшее здание на ВВЦ в Москве не представляло исторической ценности[72].
6. Московская соборная мечеть. Мечеть была построена в 1904 году архитектором Н. А. Жуковым на средства татарского купца Салиха Ерзина. В память о меценате на фасаде мечети в 1999 году была установлена мемориальная доска. В 2004—2005 годах прошёл ремонт здания[73]. В 2008 году здание мечети постановили внести в реестр памятников культурного наследия, однако в 2009 это решение отменили[74]. 11 сентября 2011 года мечеть снесли «в ходе реконструкции»[75].
7. ДК «Октябрь» (Улица Маршала Малиновского, 7) 1937 года постройки — единственный деревянный памятник конструктивизма в Москве. Значительная часть здания сгорела при пожаре 29 октября. ДК «Октябрь» был окончательно снесён 18 ноября[76] 55°47′09″ с. ш. 37°39′05″ в. д.HGЯO.

### 2012 год
1. Путевая казарма на станции Лефортово (шоссе Энтузиастов, 42а) 55°47′09″ с. ш. 37°39′05″ в. д.HGЯO, жилой дом на станции Андроновка (Андроновское шоссе, 18) 55°47′09″ с. ш. 37°39′05″ в. д.HGЯO, часть здания веерного паровозного депо Лихоборы (Михалковская улица, 59) 55°47′09″ с. ш. 37°39′05″ в. д.HGЯO — строения комплекса МК МЖД (1903—1908 гг.), выявленные объекты культурного наследия. Казарма на станции Лефортово снесена в новогодние каникулы 2012 года при строительстве Четвёртого транспортного кольца и возведена заново на другом месте из современных материалов. Здание депо перестроено в 2011—2012 гг. из новых материалов после пожара, произошедшего в 2008 г.[77]
2. Стадион «Динамо» 55°47′09″ с. ш. 37°39′05″ в. д.HGЯO. Старейший в Москве футбольный стадион, выстроен в конструктивистском стиле. Снос начался 10 февраля 2012 года в рамках реконструкции, при этом заявлено, что во время этого снесённые стены будут восстановлены при помощи технологии «лазерного обмера».[78]

### 2013 год
1. Дом Болконского из «Войны и мира» — ул. Воздвиженка, 9[79][80][81].
2. Исторические корпуса Ново-Екатерининской больницы (архитектор Матвей Казаков) на Страстном бульваре (д. 15/29, стр. 4, 8) были снесены 1 января 2013 года. Здания были разрушены с грубым нарушением действующего законодательства, а на их месте, в охранной зоне объекта культурного наследия, начато строительство нового корпуса Мосгордумы[82][83][84].
3. Дом причта церкви святого Антипия (Малый Знаменский переулок, дом 9), выявленный объект культурного наследия первой трети XIX в. В рамках «реставрационных» работ по проекту, согласованному Мосгорнаследием, памятник был практически полностью разобран.[85]
4. Дом Прошиных (Первая Тверская-Ямская улица, дом 22), образец архитектуры модерна, 1905 года постройки. Архитектор Павел Заруцкий. Снос начался в мае 2013 года, но уже через месяц был приостановлен благодаря усилиям градозащитников, которые круглосуточно блокировали строительные работы. В ноябре демонтаж возобновился. Дом снесён под гостиничный комплекс, по заказу дочери президента Азербайджана Лейлы Агаларовой[86].
5. Главный дом купеческой усадьбы Яковлевых (Пятницкая улица, 58). Компания-инвестор «Сона-Венчурс» полностью уничтожила основную часть главного дома купеческой усадьбы Яковлевых 1-й половины XIX века, оставив лишь выходящую на улицу стену фасада[87][88].
6. Фабрика-кухня на Красной Пресне, 16 (1920-е, архитектор С. Курабцев)[89].

### 2014 год
1. Главный дом городской усадьбы Демидова на Большой Ордынке (д. 46, стр. 3) снесён в апреле-мае 2014 года. Здание являлось выявленным объектом культурного наследия.[90]

### 2015 год
1. Старое здание Гимназии № 201 имени Зои и Александра Космодемьянских (1935, арх. И. А. Звездин) — снесено в ходе работ по реконструкции в начале 2015 года. Заменено новоделом[91]. Здание являлось объектом культурного наследия федерального значения.
2. Комплекс доходных домов купца Привалова (нач. XX в., арх. Э. Р. Нирнзее) на Садовнической улице, в котором в 1914—1916 гг. размещалась редакция литературно-художественного журнала «Млечный путь»[92].
3. Корпус Винно-Соляного двора и здание XIX века на Острове[93]. Здания на Болотной набережной, 15, стр. 10 и 11, были снесены 3-4 января 2015 года. Строение № 10 постановила снести правительственная Комиссия по вопросам градостроительства в зонах охраны объектов культурного наследия на заседании 24 декабря 2014 г. Строение " 10 входило в комплекс Винно-Соляного двора, снесённого в 1920—1930-е гг., а его цокольный этаж, вероятно, датировался XVIII в. При визуальном осмотре здания было очевидно, что цокольный этаж старше двух верхних этажей XIX века: его стены были значительно толще, сложены из большемерного кирпича, а внутри кладки просматривались железные балки-«связи»[94]. В январе 2015 снос строения 11 признали самовольным, организации назначили штраф в 1 млн рублей[95].
4. Фасадная стена Литейного цеха завода ЗИЛ.[93] Автозаводская ул., 23, корп. 4. Снесена 10 января 2015 года. Литейный цех, великолепный образец промышленной архитектуры начала XX века (строился по проекту известного инженера-конструктора Александра Кузнецова в 1916 году), был снесён до фасадной стены в конце мая 2013 года.
5. Флигель усадьбы Н. Б. Юсупова — Большой Харитоньевский пер., 19, стр. 1. Главный дом городской усадьбы, ранее служивший флигелем усадьбы Н. Б. Юсупова, был возведён в 1791 г., затем перестроен в 1880 году. В январе 2015 года дом снесли, несмотря на отсутствие разрешающих документов: здание имело статус ценного градоформирующего объекта, находилось в пределах охранной зоны[96][97]. Представители застройщика утверждали, что дом был в аварийном состоянии, а работы согласовало Мосгорнаследие[98].
6. Жилое и конторское здание фабрики Бутикова — Хилков пер., 2/1, стр. 5. Фрагмент исторической застройки одного из переулка в районе Остоженки, где после градостроительной вакханалии 1990—2000-х гг. её и так почти не осталось. По данным «Архнадзора», снос здания (1848 г.; перестроено в 1872 г.) был начат в декабре 2014-го и закончен в январе 2015 года.
7. Дом купчихи Матрены Петровой в Москве — Ладожская ул., 11/6. В основе 2-этажного дома был каменный корпус Немецкого рынка с лавками 1802 г. По данным «Архнадзора», дом снесён в несколько приемов частными владельцами, под видом реконструкции, в декабре 2014 — январе 2015 года[97][99].
8. Комплекс домов XIX века на Большой Дмитровке.[93] ул. Большая Дмитровка, 9, стр. 2, 3, 4, 5, 6, 7. Снос начат 4 февраля и закончен в 20-х числах марта 2015 года. Целый комплекс дворовых строений во владении промышленника А. М. Михайлова на Большой Дмитровке, 9 (главный дом по улице — объект культурного наследия) был снесён застройщиком по разрешению городских властей. Проект нового элитного комплекса во дворе памятника архитектуры, был одобрен ещё осенью 2014 года, несмотря на то, что он предполагал снос как минимум шести исторических зданий в зоне охраны и строительство нового комплекса, искажавшего её облик и планировку.
9. Дом причта церкви Евпла Архидиакона — Милютинский пер., 4, стр. 1. Последний остаток комплекса снесённого в 1920-е годы храма Евпла Архидиакона, классический дом начала XIX в. Был снесён без санкции городских властей 28-29 марта под видом реконструкции здания[100].
10. АТС в стиле «ар-деко» — Серпуховский Вал, 20. Здание было снесено 31 марта 2015 года по разрешению городских властей. Построенное в 1932 году, оно представляло собою интересный образец довоенного «ар-деко». На участке был построен элитный жилой комплекс компании «Лидер-Инвест» Александра Евтушенкова[101][102].
11. Доходный дом Ржевского — Сущевская ул., 16, стр. 8. Снесён 4-6 апреля 2015 года без разрешения городских властей. Пятиэтажный доходный дом в стилистике модерна, построенный в 1902 году Н. Ф. Ржевским, преподавателем частной женской гимназии и членом Императорского русского технического общества. Его жена Антонина Попова была одной из двух женщин-художниц, принятых в знаменитое Товарищество передвижных выставок.
12. Фрагмент Настоятельского корпуса Златоустовского монастыря.[93] Бол. Златоустинский пер, 3, во дворе. Снесён 6 апреля 2015 года в ходе «благоустройства территории». Малоизвестный и не изученный остаток снесённого в 1930-е гг. монастыря, сохранял кладку из большемерного кирпича с клеймами и внутренними железными связями, фрагменты декора фасадов, ампирной рустовки и т. д. Предположительно относился к началу XVIII в. Снесён экскаваторами 6 апреля 2015 года в ходе «благоустройства территории» жилого дома и сноса самовольно построенных гаражей.
13. Павильон «Грибоводня» на ВДНХ.[93] Проспект Мира, 119, стр. 562. Снесена 20 мая 2015 года — по информации «Архнадзора», без оформления разрешения городских властей. С тех пор как ВДНХ перешла в ведение Москвы, сносы исторических строений на территории выставки превратились почти что в повседневность. «Грибоводня», она же Котельная тепличного комплекса, использовалась также как трансформаторная подстанция. В основе здания была постройка первоначального комплекса ВСХВ 1937 г.
14. Артезианская скважина на ВДНХ.[93] Проспект Мира, 119, стр. 594. Снесена 16 июня 2015 года. Одна из малых архитектурных форм комплекса ВДНХ, башенка над артезианской скважиной на территории Шереметьевской дубравы, была построена в 1950-е годы. По данным «Архнадзора», снесена 16 июня 2015 года без разрешения городских властей. Характерный пример бессмысленного и беспощадного вандализма.
15. Корпус Барыковской богадельни.[93] Барыковский пер., 4, стр. 3. Снесён в июле 2015 года. По данным столичного «Архнадзора», кирпичная служебная постройка богадельни относилась к 1913 году. Охранного статуса не имела. Снос произведен без разрешения городской администрации.
16. Дом братьев Весниных в поселке Сокол.[93] ул. Поленова, 1/14. В июле 2015 года стало известно о гибели очередного здешнего объекта — деревянного Дома братьев Весниных (1924 г.). Дом был разобран без санкции властей, по информации градозащитников — владельцами земельного участка.
17. Корпуса фабрики Бахрушина в Кожевниках.[93] Кожевнический проезд, 4, стр. 3 и др. Строение 3, самое ценное из обреченных на снос, было снесено 14-16 августа 2015 года. Снос последнего корпуса (№ 3, на фото) последней уцелевшей фабрики знаменитого рода Бахрушиных в московских Кожевниках, произошел несмотря на многочисленные обращения к мэру Сергею Собянину представителей общественности, Театрального музея имени Бахрушина и даже потомков рода — с просьбой его сохранить. Но мэрия предпочла сохранить верность обязательствам перед девелоперами. Снос его был произведен несмотря на отсутствие официального разрешения городской Комиссии по вопросам градостроительства в зонах охраны. Работы несколько раз приостанавливались полицией, но продолжались, как только она уезжала. До полного исчезновения здания.
18. Образцовая баня на ВДНХ.[93] Проспект Мира, 119, стр. 169. Снос обнаружен столичным «Архнадзором» в конце августа 2015 года. Здание первой половины 1950-х гг. входило в комплекс Новой советской деревни, которую столичные власти, несмотря на многочисленные обращения градозащитников, не захотели включить в перечень охраняемых памятников ВДНХ.
19. Военный госпиталь Красного Креста в Лефортове.[93] Красноказарменная улица, 14а, стр. 20 и др. Главное здание госпиталя снесено 5 сентября 2015 года. Снос мемориального объекта, связанного с историей Первой мировой войны — Госпиталя Красного Креста в Лефортове, в котором лечились тысячи защитников Отечества, проливших за него кровь, в котором бывали император Николай II и великая княгиня Елизавета Федоровна — был осуществлен девелопером, пока московская мэрия праздновала День города — 5 сентября 2015 года.
20. Флигель усадьбы Хлудовых — ул. Малая Полянка, 7, стр. 3. Снос зафиксирован в начале декабря 2015 года. Дом попал в программу льготной аренды «рубль за метр», которая предусматривает восстановление памятников за счёт инвестора[103][104]. По заявлению Мосгорнаследия, в ходе противоаварийных работ произошло обрушение памятника, после чего его пришлось разобрать. Градозащитники уверены, что снос был умышленным[105].
21. Вестибюль конечной станции «Лужники-Южные», Новолужнецкий проезд, вл. 3.[106] Диспетчерская конечной станции Троллейбуса «Лужники-Южные», 1950-е гг. Снесена в июле 2015, на момент сноса имела статус заявленного объекта культурного наследия.
22. Доходный дом Н. В. Королева, Ордынский тупик, д. 4[107] (1905 г., архитектор А.М Калмыков). Вместе с соседним домом 6 снесены до фасадной стены для строительства «элитного» жилого дома. Охранного статуса не имел.
23. Жилой дом, Ордынский тупик, д. 6[108] (1914 г., архитектор Н. И. Петров). Дом почетного гражданина Федора Петровича Кузнецова, владельца Кадашевских бань. Снесён до фасада вместе с соседним домом 4 в апреле 2015 г. Охранного статуса не имел.

### 2016 год
1. Дома Персица и страхового общества «Якорь», Варварка, д. 14.[109] Доходный дом купца первой гильдии Зелика Персица, выстроенный архитектором Н. И. Жериховым в 1909 году, — редкий для города образец модерна с чугунными декоративными элементами. Дом страхового общества «Якорь», построенный в 1898 году А. В. Ивановым, утратил в советские годы богатый фасад по Варварке, но сохраняет первоначальный декор на дворовых и боковых фасадах. Доступ во двор закрыт. В ноябре 2016 г. начат снос. Полностью снесены два дворовых корпуса комплекса страхового общества «Якорь» и подвальные помещения, занимавшие всю площадь внутреннего двора.
2. Пожарная часть села Черкизова, ул. Хромова, д. 40.[110] Пожарная часть села Черкизова, 1900-е гг., 1920-е гг. Прямоугольный объём здания был построен на средства крестьянина Зарайского уезда И. П. Мальцева в 1904—1906 гг. для размещения в нём ткацкой фабрики. В двухэтажном корпусе на первом каменном этаже располагалось производство, а на втором, деревянном — жилые и конторские помещения. С 2014 года участок взяло в долгосрочную аренду ООО «Магнит». К концу года были проведены общественные слушания и выдан ГПЗУ для сноса исторического здания и строительства нового объекта. В сентябре 2015 года была подана заявка в Департамент культурного наследия г. Москвы и в феврале 2016 года здание признано выявленным объектом культурного наследия. Однако в октябре 2016 года почти полностью сгорел второй деревянный этаж памятника в результате поджога. Сейчас ООО «Магнит» активно лоббирует снятие здания с охраны и снос.
3. Дом Яковлева, Покровка, д.36/1.[111] Усадьба известна с 1758 года. Главный дом со скруглением фасада на углу Лялина переулка построен купцом Михаилом Трофимовичем Яковлевым в 1790-е годы. Усадьба всегда была купеческой, но составляла ансамбль с соседней усадьбой князей Голицыных (Покровка, 38), включенной в Альбомы Казакова. В 1870-е годы архитектор А. А. Никифоров увеличил дом пристройками со стороны двора. В 2004 году правительство Юрия Лужкова заключило инвестконтракт с ОАО «Механический завод» на реконструкцию дома. Жители были расселены, дом опустел. 14 июня 2005 года Сносная комиссия при Правительстве Москвы согласовала снос здания. Однако проект не был реализован. Спустя почти 10 лет, в 2014 году, правительство Сергея Собянина приняло решение продлить инвестконтракт. В 2016 году утверждено архитектурно-градостроительное решение (АГР) за подписью главного архитектора Москвы Сергея Кузнецова, предусматривающее «воссоздание фасадов», то есть снос и строительство новодела ради двух подземных этажей.
4. НИИ сельскохозяйственного машиностроения (ВИСХОМ),[112] Дмитровское ш., д. 107. В декабре 2016 г. для строительства нового микрорайона снесены крылья и центральный портик здания 1950-х годов, игравшего градообразующую роль в архитектуре района. Охранного статуса не имел.
5. Электростанция и водонапорная башня станции Моссельмаш, Зеленоградская ул., д. 2, с. 4.[113] 6 декабря 2016 стало известно о сносе электростанции и водонапорная башня для заправки паровозов около платформы Моссельмаш Октябрьской железной дороги, здание начала XX века пострадало раньше от пожара. Охранного статуса не имело.
6. Строение Кокоревского подворья, Софийская набережная, д. 34, стр. 4.[114] 4 Декабря 2016 г. обнаружено, что снесено внутриквартальное строение Кокоревского подворья. Охранного статуса не имело.
7. Здание Мещанского суда, Каланчевская ул., д. 43.[115] В ноябре 2016 снесено конструктивистское здание 1930-х гг., где располагался Мосгорсуд, а затем Мещанский районный суд Москвы.
8. Жилой дом, Большой Козихинский пер., д. 15.[116] Яркий образец конструктивизма (1920-е гг., арх. К. Каменецкий) заслуживал охранного статуса. Снесён в ноябре 2016 г. вместе с соседним домом 13 для строительства коммерческого жилья.
9. Доходный дом, Большой Козихинский пер., д. 13.[117] Четырёхэтажный доходный дом с недорогими квартирами — типичный образец массового жилья рубежа веков (1900 г., арх. П. Самарин). Снесён в ноябре 2016 г. Статуса памятника не имел. Приказ ДКН об отказе в статусе памятника опубликован через две недели после начала сноса.
10. Дом Мануйлова, Достоевского ул., д. 19.[118] Особняк адвоката Мануйлова (1910-е гг., арх. Н. И. Жерихов) в результате незаконной реконструкции, начатой собственником, разобран в течение 2016 года до фундамента. Согласованный ДКН проект «реставрации» не предполагает достоверного воссоздания постройки. Обладал статусом регионального памятника[119].
11. «Образцовый» сторожевой дом близ станции Черкизово МОЖД, 1-й Иртышский пр.[120] 19 августа 2016 г. снесена ещё одна историческая служебная постройка Московской Окружной железной дороги (Арх. А. Н. Померанцев, 1905—1908 гг.). Зданию было отказано в статусе памятника.
12. Жилой дом, Хлебный пер., д. З, стр.1.[121] Двухэтажный доходный дом второй половины XIX века, перестроенный в 1980-е, снесён 18 августа 2016 г. Охранного статуса не имел.
13. Жилой дом, Рождественский бул., д.18, стр.2.[122] Доходный дом 1912 г. постройки. Снесён в конце июля — начале августа 2016 г. для прохода к новому собору Сретенского монастыря. Охранного статуса не имел.
14. Дом композитора Танеева, Малый Власьевский пер., д. 2/18, стр. 3.[123] Деревянный одноэтажный дом (Усадьба Казаринова Я. А. — дом, в котором в 1904—1915 г.г. жил и работал Танеев С. И.) в результате несанкционированных реставрационных работ был полностью утрачен в июне 2016 г. На его месте возведено новое строение аналогичных габаритов. Обладал статусом памятника федерального значения.
15. Деревянный жилой дом, Образцова ул., д. 27.[124] В июне 2016 снесён двухэтажный деревянный жилой дом второй половины XIX в. Имел статус заявленного объекта культурного наследия.
16. Рабочий поселок «Погодинская», Погодинская ул, д. 2/3, стр. 1, 2, 3, 4.[125] (1926—1929, арх. В. И. Бибиков, А Н. Волков, Я. Е. Островский) 6 июня 2016 г. ради строительства коммерческого жилья начат снос четырёх корпусов конструктивистского квартала, неоднократно признававшегося ценным экспертными комиссиями. Незадолго до сноса ДКН выпустил отказ по заявке на включение поселка в реестр памятников.
17. Таганская АТС, Покровский бульвар, д. 5 с. 1.[126] (1929 г. арх. В. Мартынович.) Одна из первых московских автоматических телефонных станций в стиле конструктивизм. Снесена в апреле-мае 2016 для строительства апарт-отеля. Несмотря на неоднократные попытки заявить здание на охрану, статуса памятника оно не получило.
18. Кассовый павильон стадиона Лужники, Новолужнецкий проезд, д. 24, стр. 23.[127] Фланкирующие центральный вход симметричные кассовые павильоны построены в 1955 г. как часть ансамбля стадиона. Правая касса снесён в мае 2016 г. Охранного статуса не имела.
19. Жилой дом начала XIX века, Чаплыгина ул., д. 20, стр. 3.[128] Скромный двухэтажный дом в стиле ампир оставался редким представителем не искаженной перестройками архитектуры послепожарной Москвы. В апреле 2016 под видом ремонта фасадов и кровли дом снесён полностью. Охранного статуса не имел.
20. Предпоследний жилой дом деревни Матвеевское, Поселок Матвеевское, д. 46.[129] Последний дореволюционный дом деревни поданным БТИ был построен в 1910 году, снесён в апреле 2016 года при строительстве эстакады южного дублёра Кутузовского проспекта.
21. Пост централизации станции Кожухово, Автозаводская ул., вл. 23.[130] (Арх. А. Н. Померанцев. 1905—1908 гг.) Пост центрального управления стрелками и сигналами на станции Кожухово Московской окружной железной дороги. Снесён в марте 2016. Статуса не имел, но на объект был готов весь комплект документов для присвоения статуса памятника регионального значения.
22. Больница № 34, Игральная ул., д. 8.[131] Здание больницы в стиле конструктивизм, 1930 г. Снесено в марте 2016 г. В последнее время в здании располагался психо-неврологический диспансер. Статусом памятника не обладало.
23. Элеватор Рязано-Уральской железной дороги, Дубининская ул, д. 17, стр. 1[132] — дореволюционное деревянное здание, заявленное к постановке на охрану, было снесено собственником 25 февраля 2016 г. вопреки предписанию о сохранении, выданному Департаментом культурного наследия и решению «сносной» комиссии об отказе в сносе. Имело статус заявленного объекта культурного наследия.
24. Модельный цех ЗИЛ, Автозаводская ул., д. 23, кор. 5.[133] Снос начат 16 февраля 2016 г. вопреки решению «сносной» комиссии, предписывавшему сохранение корпуса.
25. Жилой дом, Большой Тишинский пер., д. 43/20[134] (1912 г., архитектор Ушаков). Трехэтажный доходный дом неоклассической архитектуры, старейший в районе. Дом надстроен двумя этажами в 1950-е. Был приговорен «сносной» комиссией 19 февраля 2014 года. Снесён в феврале 2016 года.
26. Жилой дом, Рязанский пер., д. 13, стр. 1.[135] Жилой дом XIX века. Характерный образец средовой застройки района. Снесён в конце января 2016 года ради строительства «жилого комплекса бизнес-класса». Охранного статуса не имел.
27. Здание 1-й Советской Объединённой военной школы РККА имени ВЦИК, Кремль, 14 корпус[136] (1932—1934 гг., архитектор И. И. Рерберг). После длительной реконструкции 2007—2015 годов по поручению Президента началась разборка здания, которая завершилась в апреле 2016 года.

### 2017 год
1. Жилой дом — здание 1877 года постройки, Большой Николоворобинский пер., 9, стр. 5[79][137].
2. Доходный дом купеческой вдовы К. В. Кирхгоф — здание 1892 года, располагалось по адресу Печатников переулок, 5[79]. Хотя в 2009 году здание было признано подходящим к включению в список объектов культурного наследия, ему присвоили только статус «ценных градоформирующих объектов», а в 2016 решили реконструировать. При этом проект подразумевает полный снос[137].
3. Главный дом усадьбы Неклюдовой — особняк XVIII—XIX века по адресу Малая Бронная улица, 15, литера Б, принадлежавший вдове генерал-лейтенанта Анне Николаевне Неклюдовой. Дом был одним из немногих, переживших пожар московский 1812 года. В 1842-м в доме открылась первая в городе детская больница, под которую здание перестроил архитектор Михаил Быковский[79][137].
4. Доходный дом Герасима Иевлевича Воробьева — построенный в 1905 году особняк по адресу Большая Спасская ул., 37[137]. Застройщик «Центр-Инвест», не имея официального разрешения на снос[59], разобрал здание летом 2018[138], уже в 2021 году в высотной новостройке на его месте стали продавать квартиры[139].

### 2018 год
1. Доходный дом Бородина — начало XX в., Костянский пер., 13[140].
2. Корпус Паровой шоколадной фабрики Иванова — 1909 г., Малая Ордынка, 25.[79][140].
3. Доходный дом Эггерс — здание 1913 года, ул. Россолимо, 4[79][140].
4. Деревянный дом из ансамбля городской усадьбы Шибаевых — конец XIX — начало XX века Новая Басманная, 23А стр.7[79][140].
5. Павильон «Мосхлебторг» — 1950-е годы, ВДНХ, Проспект Мира, 119, стр. 517[79][140].
6. Доходный дом архитектора Пиотровича — 1913, Пушкарёв пер., 12[79][140].
7. Здание бывшей медсанчасти завода «Борец» — Складочная, 6[140].
8. Корпус усадьбы XVIII века — улица Александра Солженицына, 33[140].
9. Общежитие Наркомтяжпрома («дом-самолёт»)  — здание в стиле конструктивизм, ул. Донская, 14[140].
10. Прядильная фабрика Шлихтермана — XIX век, Павелецкая наб., 8, стр. 24[140].

### 2020 год
1. Кирпичное здание бывшей картонажной фабрики — 1903 г., Вятская улица, 37. В советские годы — училище художественных ремесел. Снос начался в сентябре 2020 года, закончился 5 ноября 2020 года[140].
2. Водонапорная башня ж/д станции Москва-Товарная-Смоленская — Ходынская улица, 16 строение 2. Год постройки — 1882. В августе 2020 года Госинспекция по недвижимости объявила здание самовольно построенным объектом. 25 сентября объект был снесён. Работы сопровождались применением силы к активистам фонда «Внимание» и другим защитникам, которые пытались остановить демонтаж.
3. Доходный дом Варенцова — здание на Старой Басманной улице, 8, строение 1. Было построено в 1880 году и перестроено в 1903-м архитектором Серебряного века Н. И. Жериховым. В феврале 2020 года начался снос в для расширения путей МЦД. В мае 2020 дом был полностью разрушен[141][142].